# Louis-Napoléon Bonaparte (1856-1879)
Pour les articles homonymes, voir Louis-Napoléon Bonaparte (homonymie), Maison Bonaparte, Napoléon (homonymie) et Bonaparte (homonymie).
Ne doit pas être confondu avec Louis-Napoléon Bonaparte ou Louis Bonaparte.
Titres
Prétendant au trône impérial de France
9 janvier 1873 – 1er juin 1879
(6 ans, 4 mois et 23 jours)
Prince impérial des Français
16 mars 1856 – 4 septembre 1870
(14 ans, 11 mois et 13 jours)
Signature
Napoléon Eugène Louis Jean Joseph Bonaparte, prince impérial, dit Louis-Napoléon, né le 16 mars 1856 à Paris et mort le 1er juin 1879 au pays zoulou (actuelle Afrique du Sud), est le fils unique de Napoléon III, empereur des Français et de son épouse, l'impératrice Eugénie.
Appelé Louis par ses parents, il signe Napoléon après la mort de son père, le 9 janvier 1873, au lieu de Louis-Napoléon précédemment. Il est parfois désigné sous le nom de « Napoléon IV » et surnommé « Loulou ».
En exil, il use parfois du titre de courtoisie de comte de Pierrefonds, déjà utilisé par son père, du nom du château médiéval que ce dernier fit restaurer par Viollet-le-Duc. S'étant engagé dans les troupes britanniques d'Afrique australe, il est tué durant la guerre anglo-zouloue lors d'un combat contre les guerriers zoulous.

## Sous le Second Empire

### Naissance et baptême

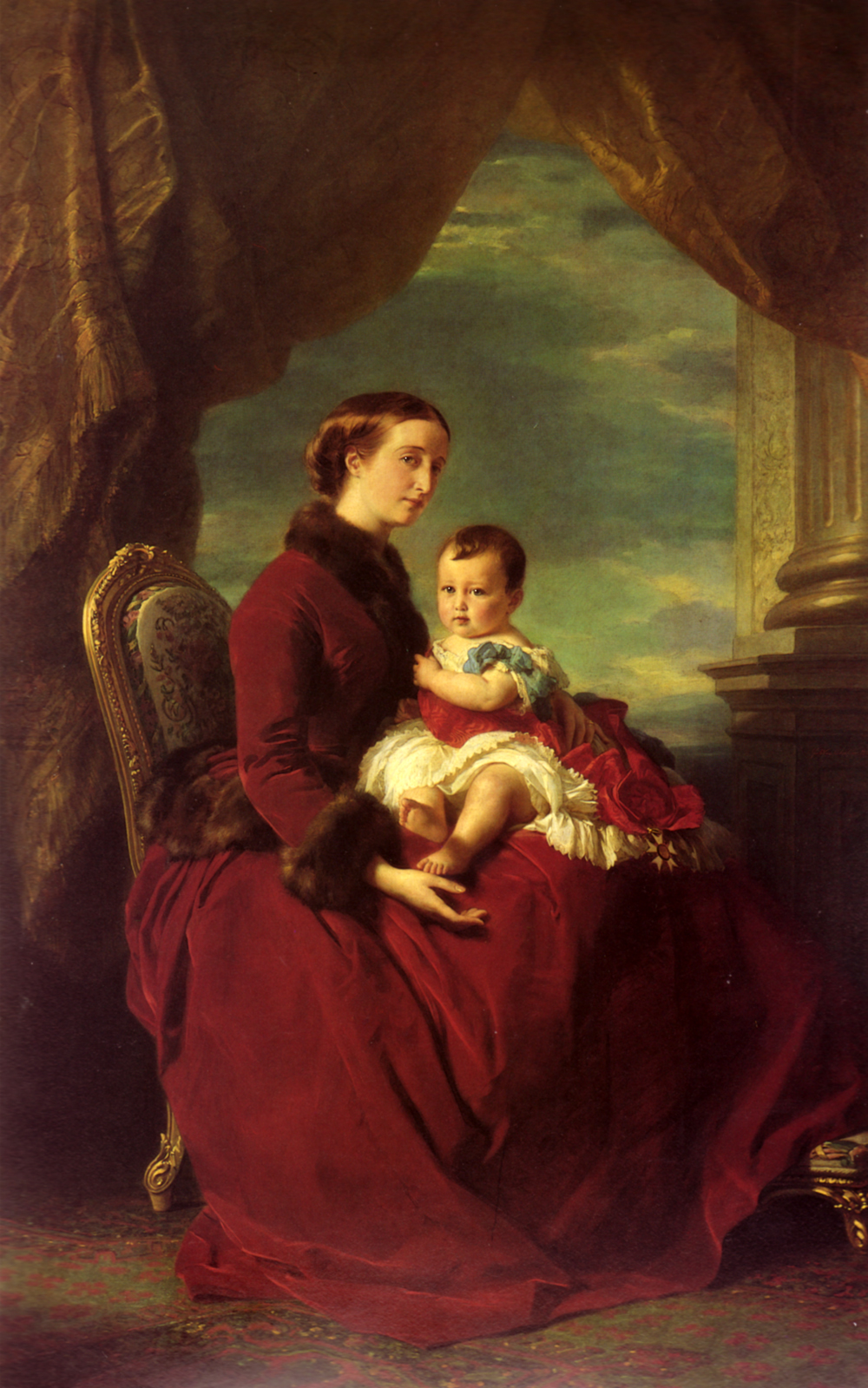
Le prince impérial et sa mère par Franz Xaver Winterhalter, 1857.

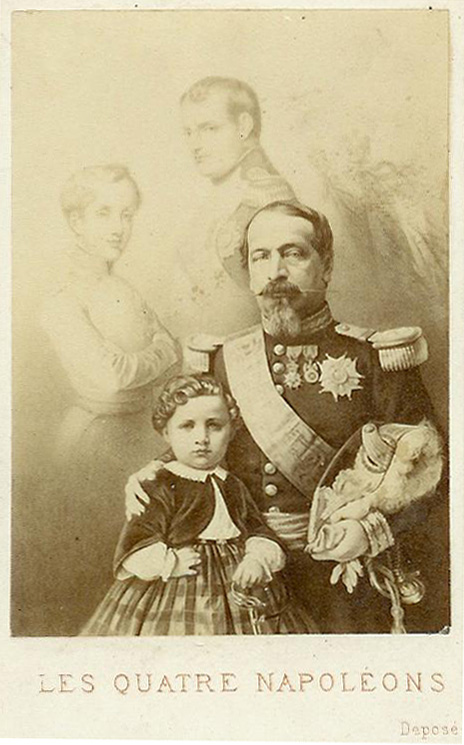
Les quatre Napoléon (collage, vers 1858).

La naissance du prince est très pénible pour l’impératrice Eugénie : on doit recourir aux forceps, qui lui fracturent le bassin. Sa vie durant, l’enfant portera au front la trace des fers. La ville de Paris offre au prince un berceau orné des armes de l’Empire.
Le 14 juin 1856, il est baptisé en grande pompe à Notre-Dame de Paris par le cardinal-légat Patrizi, représentant le pape. Paraphrasant la phrase célèbre d'Henri IV « Paris vaut bien une messe », Napoléon III dit de la cérémonie : « Un tel baptême vaut bien un sacre ». Le parrain est le pape Pie IX, la marraine la reine Victoria d’Angleterre, amie de l'impératrice. Mais Victoria étant de religion anglicane, c'est la reine de Suède Joséphine, fille d’Eugène de Beauharnais et cousine de l’empereur, qui la représente.
L’acte de baptême est rédigé sur le registre de l’église Saint-Germain-l’Auxerrois, dont dépend la chapelle des Tuileries. L'enfant est dit « fils de France », titre repris de l’Ancien régime, que Napoléon Ier avait utilisé pour le roi de Rome. On envisagea de donner au prince le titre de roi d’Alger, idée vite abandonnée.

### Éducation

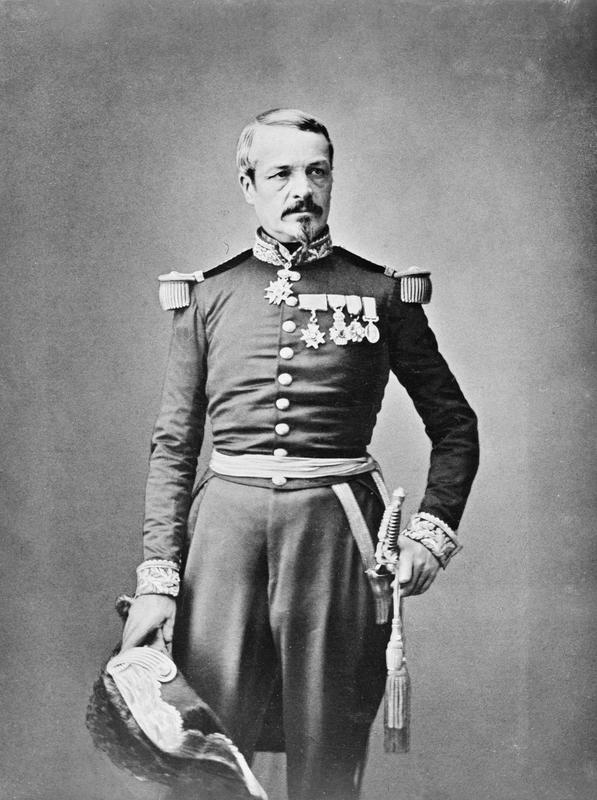
Le général Frossard pendant la guerre de Crimée.

L’éducation du prince impérial doit être irréprochable. Miss Shaw, venue d'Angleterre, s'occupe de l'enfant,  lui apprenant l'anglais dès son plus jeune âge. Napoléon III refuse de le réprimander. L'impératrice compense cette faiblesse et impose des règles d'éducation strictes.
L'empereur veut immédiatement placer son héritier sous la protection de l'armée. Dès le 26 avril 1856, le prince est immatriculé au registre des enfants de troupe, au 1er régiment des grenadiers de Garde impériale. À deux ans, le couturier Staub lui confectionne un uniforme. Le 1er janvier 1857, un ancien cuirassier, Xavier Ulhmann, est attaché au prince comme valet de pied, il ne le quittera plus.
Le petit prince peut entrer à toute heure dans le cabinet de l'empereur, sans aucun protocole. On doit le vouvoyer et les cent-gardes le saluent.
Très jeune, il est associé aux manifestations du régime. Il assiste aux cérémonies officielles, telles l'ouverture de la session législative ou la réception d'ambassadeurs (comme, en 1861, ceux du Siam). Le 14 août 1859, au retour de la campagne d'Italie, il assiste au défilé triomphal des troupes sur la place Vendôme, assis sur le devant de la selle de Napoléon III. En 1860, pour célébrer la victoire, il accompagne l'impératrice à un Te Deum à Notre-Dame de Paris. La foule l'acclame à chaque cérémonie publique. Il est aimé du peuple et sa popularité sert le régime. Régulièrement, en août, l'empereur l'amène au camp de Châlons pour le faire connaître de l'armée. Il s'y rend pour la première fois à l'âge de quatre ans. Il suit les manœuvres dans une petite voiture puis sur un poney.

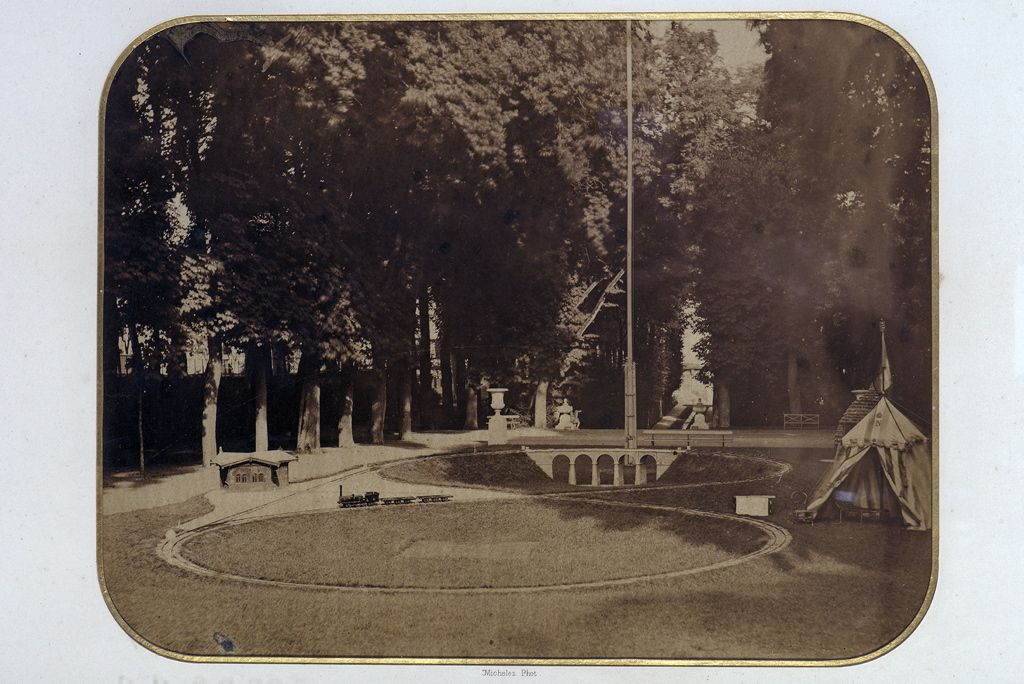
Le chemin de fer du prince impérial, construit au château de Saint-Cloud, est un des divertissements du prince (photographie de Charles-Louis Michelez).

À l'âge de sept ans, on lui attribue comme précepteur Francis Monnier, professeur au collège Rollin. Mais sa méthode pédagogique n'a pour effet que de lui faire prendre du retard. Le 16 mars 1867, Monnier est remplacé par le général Frossard, un officier du Génie froid et sévère. À partir d'octobre 1867, un jeune universitaire de qualité, Augustin Filon (1841-1916), est nommé précepteur principal. Il fait rattraper son retard au prince en quelques années. Un autre professeur, Ernest Lavisse (qui deviendra plus tard l'un des responsables de l'université républicaine), est nommé précepteur adjoint.
Le prince manifeste une grande sensibilité artistique. Il s'avère doué pour le dessin et la musique. Mais on n'encourage pas ces dispositions.
Bien qu'il ne fréquente pas l'école publique, le prince impérial joue avec des enfants de son âge. Dans une pièce située au premier étage du pavillon de Flore, il se divertit en compagnie de Louis Conneau, né la même année que lui, fils du médecin et ami de Napoléon III Henri Conneau.
Pour son treizième anniversaire, le prince impérial est promu sous-lieutenant. Il peut désormais revêtir l'uniforme d'officier lors des cérémonies officielles.
Le 7 mai 1869, il fait sa première communion. Le service du protocole se penche sur les Mémoires de Saint-Simon et ressuscite le cérémonial jadis utilisé, en pareille circonstance, pour le duc de Bourgogne, petit-fils de Louis XIV.
En 1869, le prince et l'impératrice se rendent en Corse pour célébrer le centenaire de la naissance de Napoléon Ier. Le 29 août, quand le prince débarque à Ajaccio, des dizaines de milliers de voix entonnent L'Ajaccienne. Quand il visite la maison natale de son grand-oncle, l'enthousiasme du peuple est à son comble. Mal contenue par une police débordée, la foule se presse autour de lui et manque de l'étouffer. Mais le prince déclare calmement : « Laissez-les entrer, ils sont de la famille. »

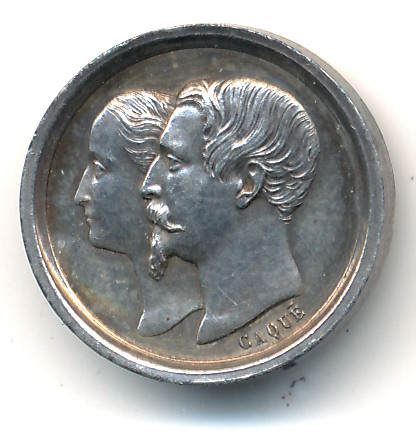
Médaille du baptême du prince impérial, 1856.
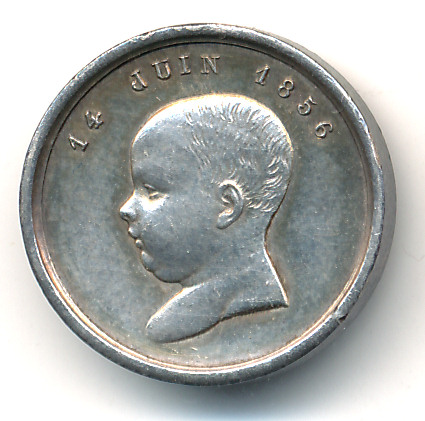
Revers de la médaille en argent.
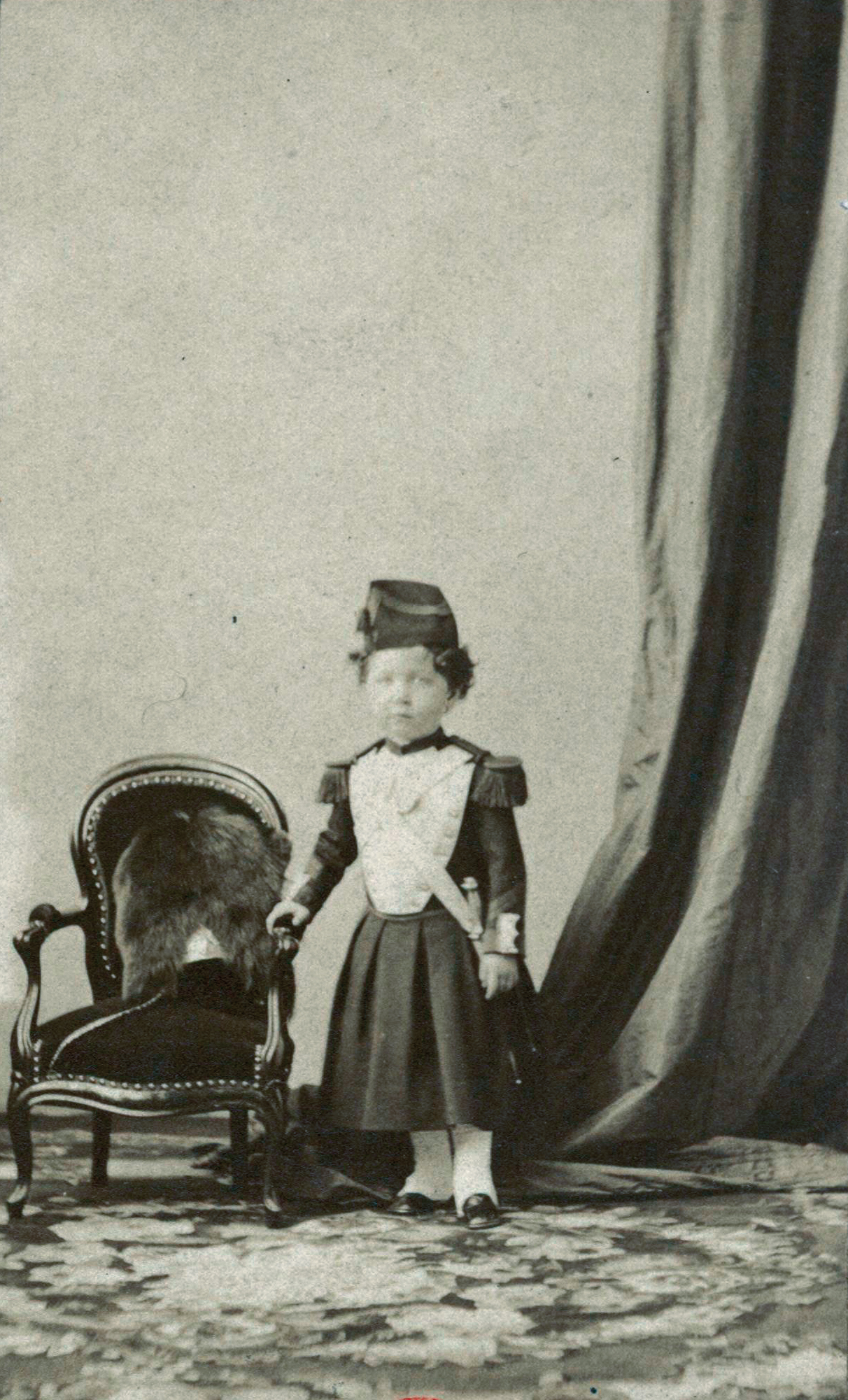
Le prince impérial vers 1858.
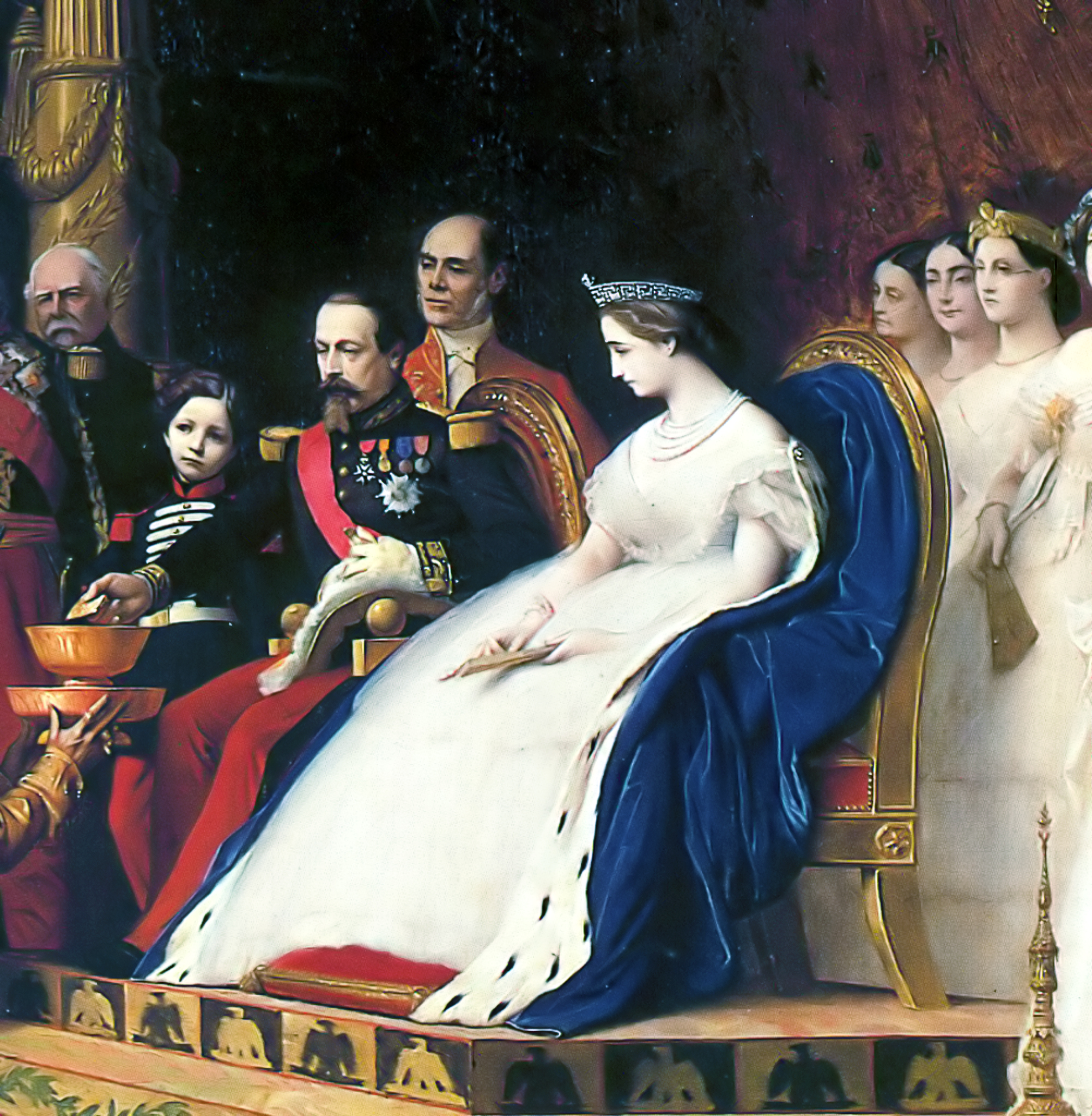
Le prince et ses parents, le 27 juin 1861.
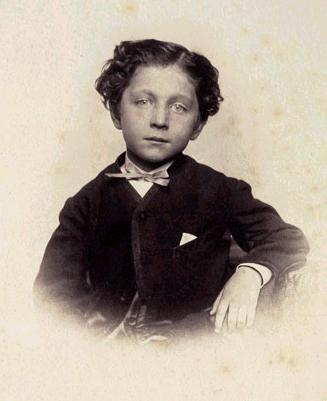
Le prince impérial en 1864.
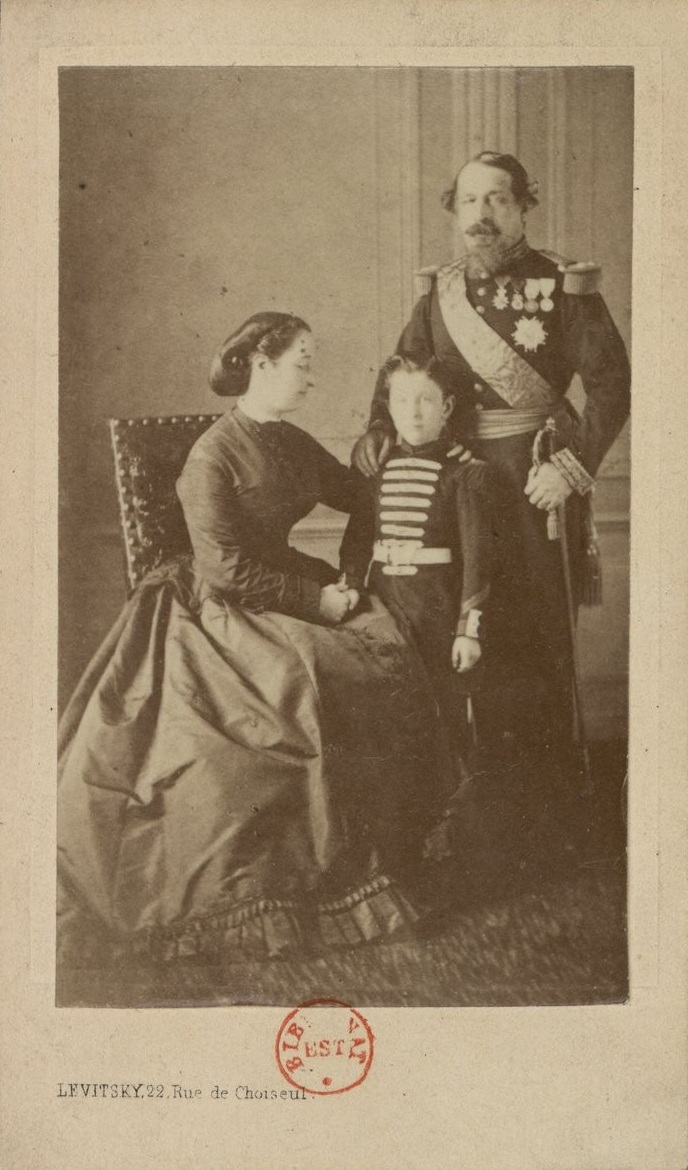
La famille impériale vers 1865.

### Guerre de 1870

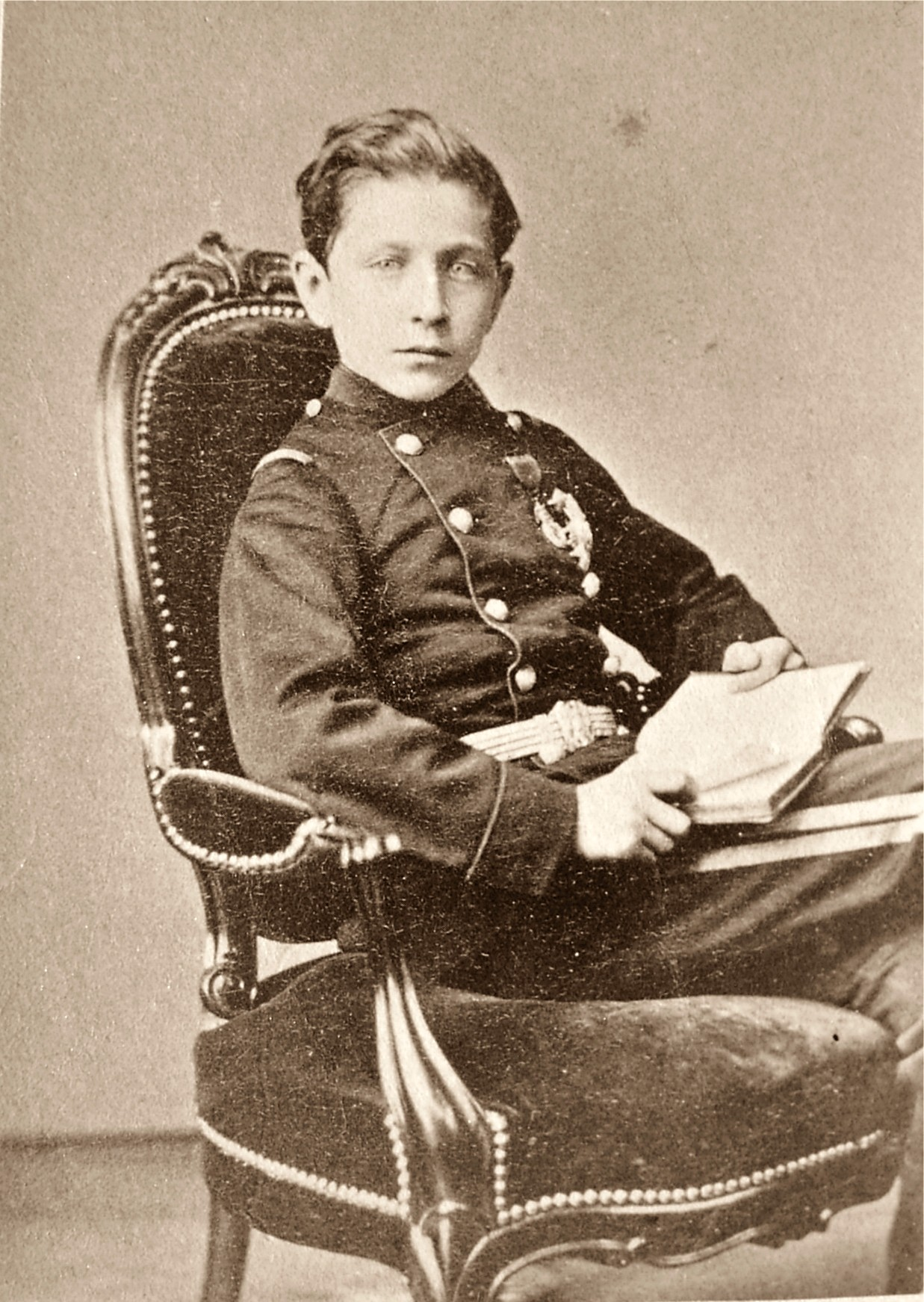
Le prince impérial en juin 1870, vêtu de son uniforme de sous-lieutenant d'infanterie.

La guerre franco-prussienne éclate en 1870. Le 22 juillet 1870, Napoléon III annonce dans une proclamation au peuple français : « J'emmène mon fils avec moi malgré son jeune âge. Il sait quels sont les devoirs que son nom lui impose, il est fier de prendre sa part dans les dangers de ceux qui combattent pour la patrie ».
Le 28 juillet 1870, l'empereur et le prince partent pour Metz. La suite du prince comprend deux aides de camp : le commandant Lamey et le commandant Clary, petit-neveu des reines d'Espagne et de Suède, auquel l'Empereur tenait à manifester sa confiance. L'impératrice assure la régence.
Le 2 août 1870, le prince assiste à la bataille de Sarrebruck, où il reçoit le baptême du feu. Napoléon III envoie un télégramme à l'impératrice : « Deux août. Louis vient de recevoir le baptême du feu : il a été admirable de sang-froid, il n'a été nullement impressionné. Il semblait se promener au bois de Boulogne. Il a conservé une balle tombée auprès de lui. Il y a des hommes qui pleuraient en le voyant si calme ». Croyant bien faire, le chef du gouvernement Émile Ollivier rend public ce message qui devait rester privé. Cette maladresse a des résultats catastrophiques et tout Paris se gausse de « l'enfant de la balle ». Le prince suit ensuite son père à Metz, Rethel, puis Tourteron.

## Après la chute du Second Empire

### Exil

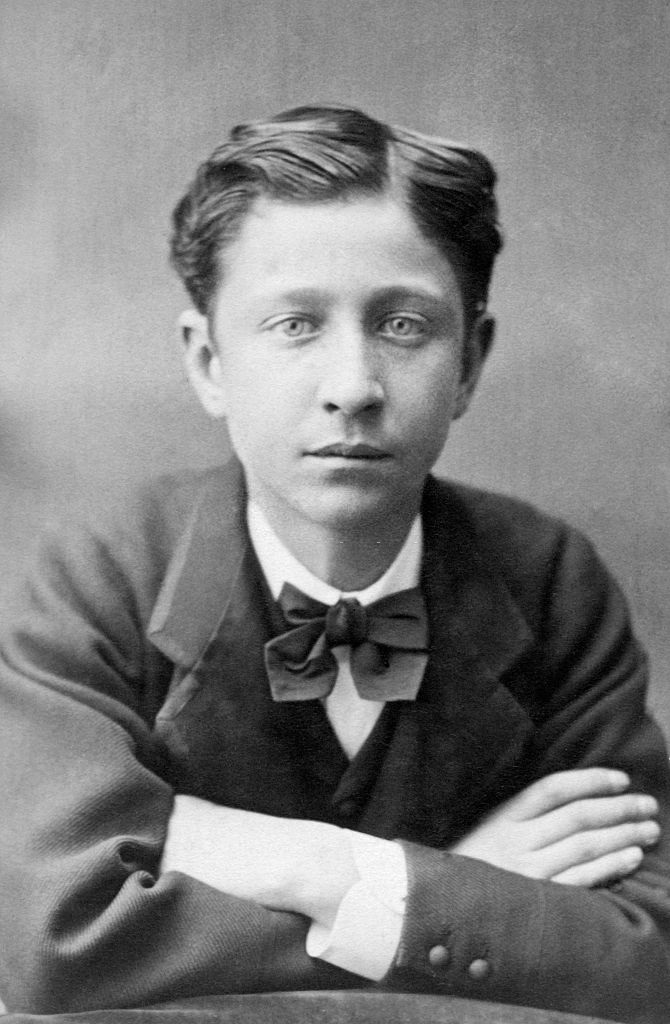
Le prince impérial au début des années 1870.

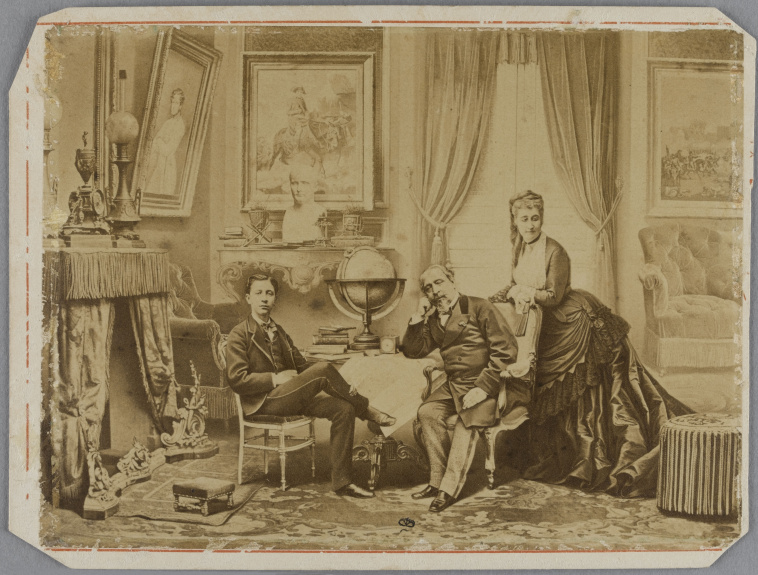
La famille impériale en exil en Angleterre, 1872.

Après la défaite de Sedan et la proclamation de la IIIe République le 4 septembre 1870, le prince se réfugie en Belgique. Il débarque à Douvres avec trois aides de camp puis gagne Hastings, où sa mère le rejoint le 8 septembre 1870. Ils logent dans un hôtel de second ordre, le Marine Hotel, où Napoléon III avait résidé trente ans auparavant. Le prince de Galles leur offre l'hospitalité de Chiswick House, sa maison de campagne.
Le 20 septembre 1870, l'impératrice et le prince emménagent à Camden Place, une petite propriété située près de Londres. Le 30 novembre 1870, la reine Victoria et sa fille, la princesse Béatrice, rendent visite aux exilés.

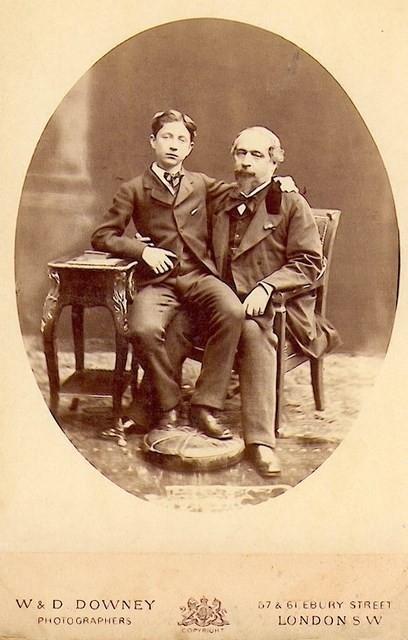
Napoléon III et son fils en exil à Londres en 1872. Photographie du studio William et Daniel Downey à Londres.

Le 28 janvier 1871, l'armistice est signé avec l'Allemagne. Le 20 mars 1871, l’empereur déchu arrive à Douvres.
Le prince est profondément affecté par les événements de la Commune de Paris, en mars 1871. L'abbé Deguerry, avec qui il avait fait sa première communion, a été fusillé après avoir été pris en otage.

### Formation militaire
Le prince est admis le 17 novembre 1872 à l'Académie militaire royale de Woolwich, après avoir passé l'examen d'entrée (27e sur 30) avec son ami Louis Conneau. Il se destine à l'artillerie, arme où débuta son grand-oncle.
Beaucoup de ses partisans souhaitent qu'à sa prochaine majorité, le nouveau Napoléon quitte l'uniforme anglais pour se consacrer à ses devoirs de prétendant officiel. Mais le prince préfère achever ses études. Il obtient le grade d'officier artilleur. À l'examen final de 1875, il est classé 7e sur 34. Le 19 février 1875, au soir de la proclamation des résultats, il est porté en triomphe par ses camarades. Il occupe la première place en équitation et en escrime.

### Représentant de la cause impériale

#### Héritier de la quatrième dynastie Bonaparte
Après la mort de Napoléon III en 1873 et la majorité du prince en 1874, les bonapartistes reconnaissent en lui l'héritier dynastique de la famille Bonaparte. Le prince assume ce rôle et signe désormais Napoléon. Certains bonapartistes désignent déjà le prince du nom de « Napoléon IV ».
Pendant les années 1870, on envisage de marier le prince à la princesse Thyra de Danemark, fille cadette du roi Christian IX de Danemark et sœur de la princesse de Galles et de la grande-duchesse héritière de Russie. L'impératrice Eugénie et la reine Victoria songent à une union avec la fille de cette dernière, la princesse Béatrice. Mais le prince confie à ses proches qu'il désire une épouse qui lui plaise vraiment et à qui il restera fidèle.

#### Idées politiques et sociales
Très tôt, le prince couche par écrit certaines de ses idées politiques et sociales. Il a pleine conscience de la gravité des problèmes. Ses cahiers foisonnent d'ébauches et de projets. Ainsi : 
- il s'exprime pour l'égalité des citoyens face au service militaire et souhaite la fin du remplacement ;
- il désire faire émerger une aristocratie du mérite ;
- il souhaite une réelle décentralisation, que traduirait la création de 18 régions votant chacune leur budget ;
- il élabore le projet de constitution d'un Troisième Empire. La Chambre des députations provinciales, élue par les États provinciaux, partagerait la puissance législative avec la Chambre des pairs, composée des sommités politiques du pays déléguées par le clergé, la magistrature, l'armée et l'ordre civil. Cette Chambre des provinces voterait le budget annuel et détiendrait un droit de veto.

Le prince reprend les idées sociales de Napoléon III. Il juge nécessaire de faire disparaître « l'ouvrier esclave pour qui le travail est odieux, sans intérêt, sans espoir, dont l'âme est écrasée ». Il souhaite améliorer « l'état du salarié sans cesse menacé par une misère imméritée et dont la tâche est une corvée ». Il désire « intégrer l'ouvrier dans les profits de l'entreprise ». Napoléon III avait dit : « Il faut donner à la classe ouvrière des droits et un avenir ». À la fin de son règne, il avait fait étudier, par le Conseiller d'État Robert, un projet de participation aux bénéfices.
Bien qu'exilé, le prince se tient régulièrement informé, par de nombreux rapports, sur la situation sociale et politique des Français. Mais il n'a pas le temps d'arrêter les lignes d'un programme précis et ses idées restent à l'état de principes.

#### Chef du parti de l'Appel au peuple

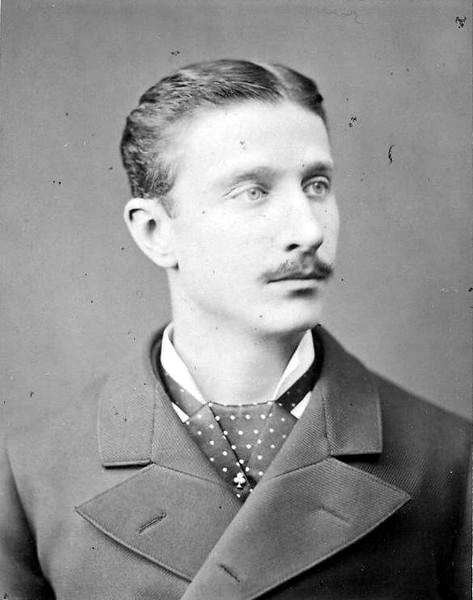
Le prince impérial en 1878.

Après l'échec de la Commune, quelques dignitaires de l'Empire sont rentrés en France pour former une force politique nationale. Un réseau bonapartiste se reconstitue peu à peu, soutenu par une presse active et offensive. Au début de la Troisième république, le prince est devenu le chef d'un parti politique important, le parti de l'Appel au peuple. À partir de 1872, ce dernier constitue un groupe parlementaire redouté.
Entre 1876 et 1879, le prince accentue son implication politique. Il donne des directives pour les élections et les fait parvenir à Eugène Rouher. Ainsi, il décide seul des candidatures en Corse. Le parti de l'Appel au peuple accroît son audience. En 1877, 107 députés bonapartistes siègent à la Chambre des députés. Mais le prince veut unifier les différentes tendances du parti :
- les conservateurs menés par les Cassagnac père et fils, des cléricaux qui prônent l'alliance avec les légitimistes ;
- les populistes conduits par Jules Amigues, lié à d'anciens communards ;
- les libéraux guidés par l'ancien garde des Sceaux Émile Ollivier, proche des Orléanistes ;
- les fidèles d'Eugène Rouher, partisans d'un Empire autoritaire ;
- les Bonapartistes proches de la gauche républicaine, anticléricaux et sympathisants du prince Jérôme Napoléon.

Le prince envisage de refondre la presse bonapartiste. Il souhaite faire appel aux « meilleures plumes ». En 1876, il affirme : « Je tiens par-dessus tout à posséder un journal de doctrine qui pourra traduire et expliquer ma pensée et donner la note juste sur toutes les questions ». Des changements interviennent dans des journaux comme L'ordre ou Le Petit Caporal. En 1877, la direction de ce dernier s'élargit au député de la Sarthe Haentjens, peut-être pour contrôler l'un des principaux rédacteurs Jules Amigues, dont l'agitation inquiète le prince.
Il pense que la République s'effondrera d'elle-même. À l'égard du nouveau président Jules Grévy, il prône une « sympathique abstention ». Ce dernier était en effet l'un des seuls républicains à avoir répondu, en septembre 1870, à l'appel pour l'union nationale lancé par l'impératrice.

## Mort

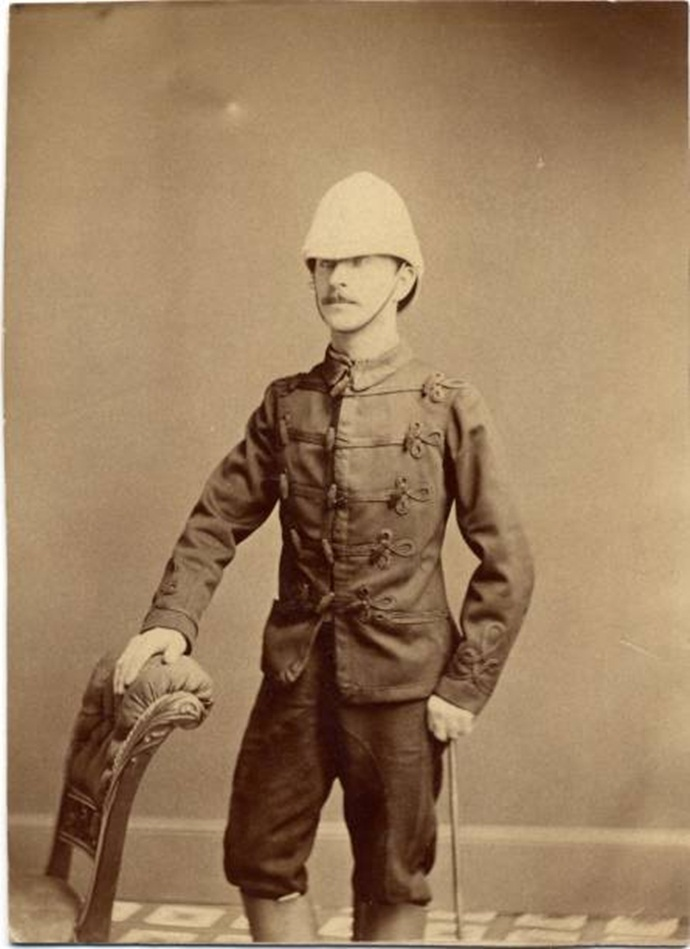
Le prince impérial vers 1879.

### Départ pour l'Afrique du Sud
En 1879, à 23 ans, le prince demande avec insistance son incorporation aux troupes britanniques d'Afrique australe. S'il veut participer, avec ses camarades de Woolwich, au combat contre les Zoulous, c'est parce qu'il se souvient qu'il est Bonaparte : « Lorsqu'on appartient à une race de soldat », écrit-il, « ce n'est que par le fer qu'on se fait connaître ». Depuis la mort de son père, il souhaite servir son pays. Peu avant de partir pour l'Afrique du Sud, il répond à sa mère, qui le supplie de renoncer à son dessein : « Quand j'aurai fait voir que je sais exposer ma vie pour un pays qui n'est pas le mien, on ne doutera plus que je sache la risquer mieux encore pour ma patrie ».
La reine Victoria l'y ayant finalement autorisé, il embarque en février. Après un passage au Cap, il est versé dans une unité d'éclaireurs au Natal. Battus par les Zoulous quelques mois plus tôt à Isandhlwana, les Britanniques viennent de reprendre l'offensive.

### Attaque du1erjuin 1879
Le 1er juin 1879, il participe à une mission de reconnaissance. À cheval avec quelques hommes, il arrive au lieu-dit Itelezi, à l'est du site de la bataille de Blood River, dans une région distante de Vryheid de quelque 30 km, à une cinquantaine de kilomètres à l'ouest de Dundee.

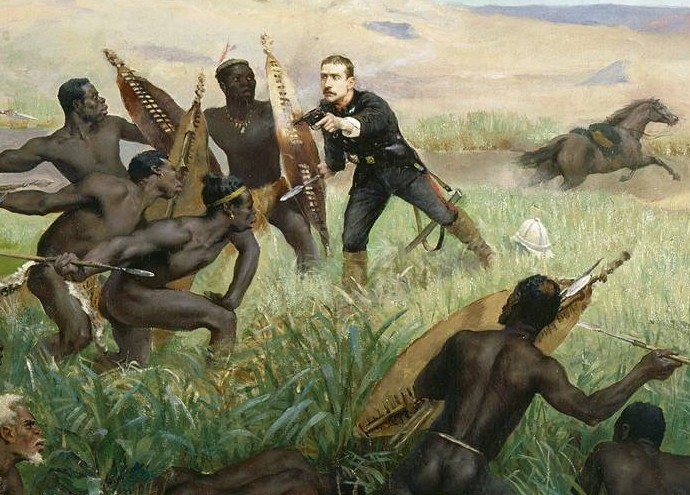
Mort du prince impérial, par Paul Jamin.

Lors d'une halte au bord d'une rivière où elle se croit en sécurité, la patrouille est surprise par des guerriers zoulous. Une fusillade éclate et deux soldats britanniques perdent la vie. La troupe s'enfuit à cheval. Le prince tente de regagner sa monture en courant. La sangle de selle, qui fut utilisée par son père lors de la bataille de Sedan et que le prince tenait à utiliser, est hors d’usage et cède sous son poids. Il chute alors violemment. Son bras droit est piétiné. Il n'a plus pour arme qu'un pistolet, qu’il ne peut manipuler que de la main gauche. Il succombe transpercé de dix-sept coups d'iklwa.
Les guerriers éviscèrent et mutilent les corps des deux soldats morts au début de l'attaque, mais épargnent celui du prince, seul homme à s'être battu. Ils se contentent de le déshabiller et de lui prendre ses armes. Le chef des guerriers ordonne qu'on lui laisse sa chaîne d'or, où pendent deux médailles et un cachet de cornaline, souvenir de sa grand-mère, la reine Hortense, transmis par son père. Les guerriers zoulous, qui portent des amulettes autour du cou, respectent celles du prince[réf. nécessaire]. En hommage, ils restituent ses objets personnels et son uniforme.
Le rapport du capitaine Molyneux, du 22e régiment A.D.C., précise : « Le cadavre portait dix-sept blessures, toutes par-devant, et les marques sur le sol, comme sur les éperons, indiquaient une résistance désespérée ».
En France, la nouvelle de sa mort suscite la stupeur. D'après Ernest Renan, l'émotion est vive « dans toutes les classes de la société, surtout dans les classes populaires ».

### Sépulture
Ses restes mortels d'abord transportés à Dundee, puis à Pietermaritzburg, sont rapatriés en Europe pour être inhumés dans l'église catholique de Chislehurst, au sud-est de Londres où repose déjà son père.
En 1881, les deux dépouilles sont transférées dans la crypte impériale de l'abbaye Saint-Michel de Farnborough (dans le sud de l'Angleterre), que l'impératrice a fait aménager pour son époux, pour elle-même et leur fils unique. Le sarcophage de Napoléon III est placé dans la chapelle immédiatement à gauche du maître autel de la crypte, alors que celui du Prince impérial se trouve en vis-à-vis dans la chapelle de droite.
Après son décès en 1920, la dépouille de l'impératrice est déposée dans un troisième sarcophage placé au sommet du maître autel.

### Cérémonies d'hommage
Dans le courant de l'année 1880, Eugénie était allée se recueillir sur les lieux où son fils a perdu la vie (28° 07′ 56″ S, 30° 47′ 50″ E).
Dans sa monographie Dans l'ombre de l'impératrice Eugénie (Gallimard, 1935, p. 132 et 133), Lucien Daudet raconte comment l'événement est révélé à l'impératrice. En avançant plusieurs arguments matériels, il ajoute que la mort du prince est « douteuse ». Des commanditaires l'auraient mis dans une situation telle qu'il ne pouvait échapper aux Zoulous (voir notamment la note 1 p. 133 de l'édition citée). D'aucuns considèrent même qu'il fut tout simplement abandonné à une mort certaine par les autres protagonistes. De fait, certains survivants de l'attaque seront poursuivis en justice.
Quand la nouvelle de la mort du Prince impérial fut connue, le « comte de Chambord », petit-fils de Charles X et « Henri V » pour les légitimistes, fit dire une messe à Frohsdorf en mémoire du Prince impérial, à laquelle il assista, en deuil, entouré de toute sa maison. Il fit exprimer à l'impératrice Eugénie ses sentiments très attristés et ses condoléances ; il fut le premier à lui télégraphier et conserva toujours auprès de lui les fleurs cueillies par l'impératrice sur la tombe de son fils, que la reine Isabelle II l'avait engagé à adopter. Par ailleurs, une délégation de royalistes se rendit symboliquement de la Chapelle Expiatoire, lieu de mémoire cher aux légitimistes, à l’église Saint-Augustin, église emblématique du Second Empire, avec une couronne qui fut déposée au pied de l’autel.

### Testament

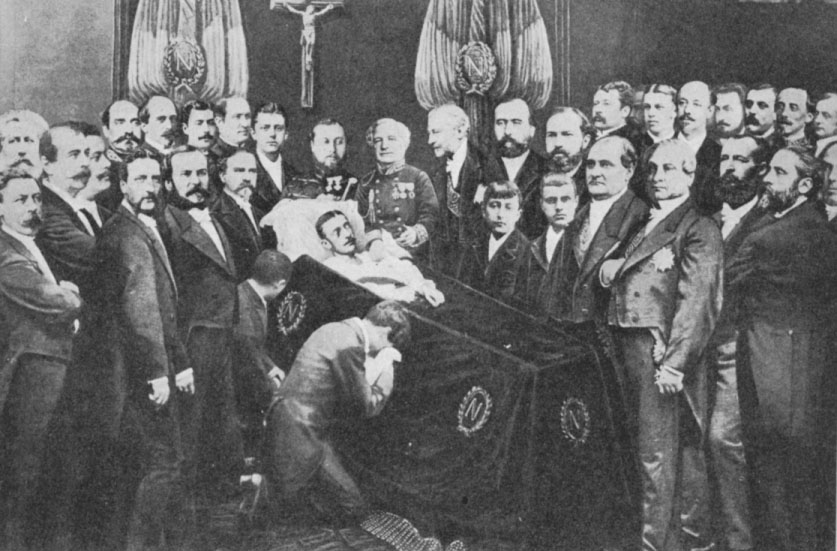
Photomontage.

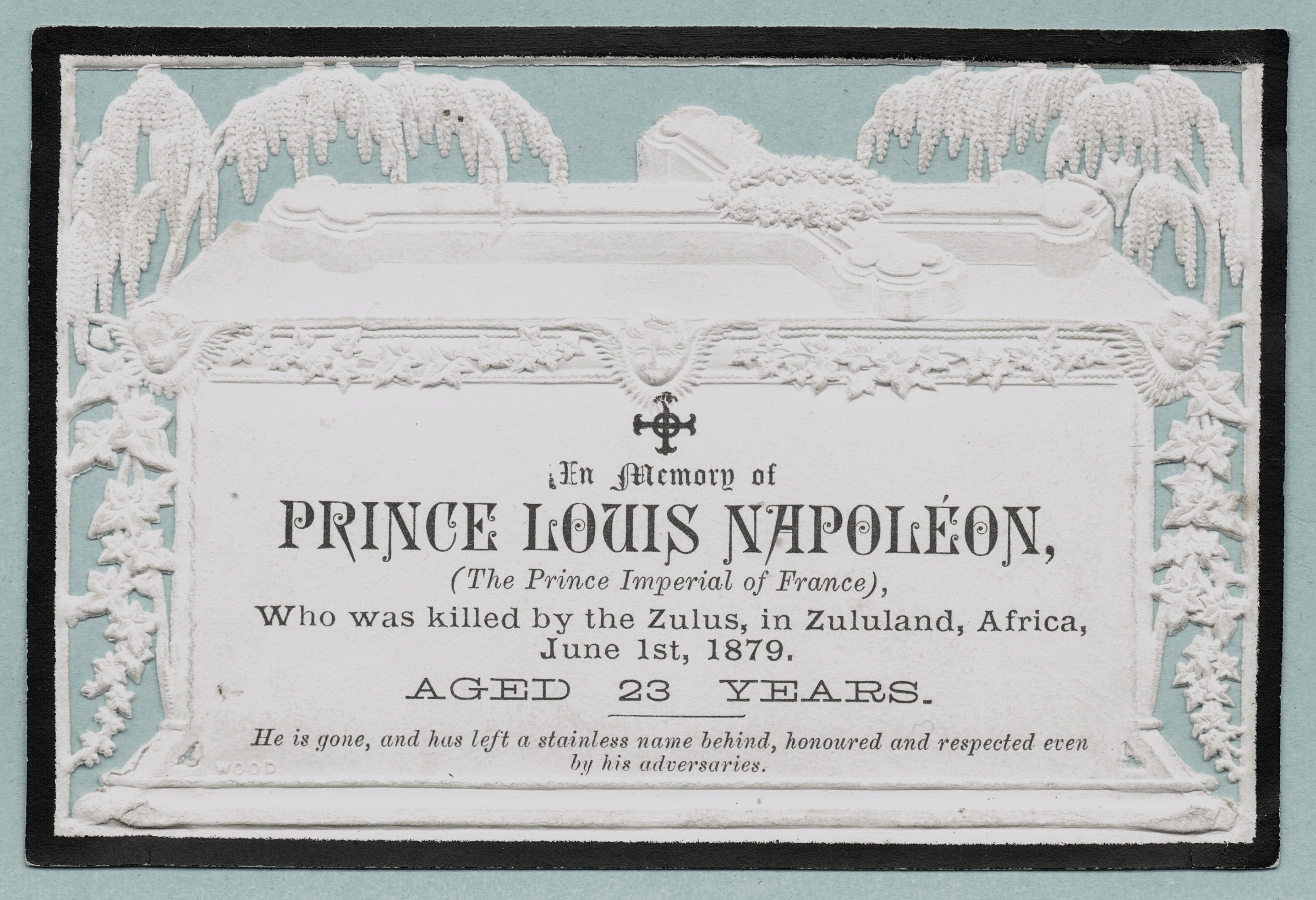
Carte à la mémoire du prince.

Dans son testament rédigé le 26 février 1879 à Chislehurst, le prince affirme mourir dans la religion catholique et formule le souhait que son corps soit déposé auprès de celui de son père, en attendant qu’on les transporte tous deux là où repose Napoléon Ier. Il affirme que sa dernière pensée sera pour sa patrie et que c’est pour elle qu'il voudrait mourir. Il y exprime le sentiment de sa profonde gratitude pour la reine Victoria, pour toute la famille royale britannique et pour le pays où il a reçu pendant huit ans une cordiale hospitalité.
Son testament possède une dimension politique en ce qu'il y demande à sa mère de soutenir la cause de l'Empire. Il affirme ainsi : « Je n’ai pas besoin de recommander à ma mère de ne rien négliger pour défendre la mémoire de mon grand oncle et de mon père. Je la prie de se souvenir que tant qu’il y aura des Bonaparte, la Cause Impériale aura des Représentants. »
En fait, il invite l'impératrice Eugénie à soutenir son cousin, le prince Victor Napoléon, qu'il désigne comme continuateur de l'œuvre des deux empereurs des Français. Cela a pour conséquence de diviser et d'affaiblir le parti bonapartiste. En effet, selon les constitutions impériales ratifiées par le peuple français, l'héritier dynastique est non pas le prince Victor Napoléon mais son père, le prince Napoléon. Or ce dernier, partisan d'un régime laïc, est suspecté de républicanisme.

### Prière du prince impérial
Dans les affaires du Prince, on trouva une prière qu'il avait rédigée avant son départ. Elle révèle la foi profonde qui l'animait, mais aussi une résignation et un esprit de sacrifice rares chez un jeune homme de vingt-trois ans. On peut y lire : « Mon Dieu ! Je vous donne mon cœur, mais vous donnez-moi la foi. Sans foi, il n'est point d'ardentes prières, et prier est un besoin de mon âme… Le bonheur est empoisonné par cette pensée amère : je me réjouis et ceux que je chéris mille fois plus que moi sont en train de souffrir. » Des objets retrouvés dans ses affaires personnelles témoignent également de sa foi ardente : un livre de messe en latin et en anglais relié de parchemin bleu foncé et un bénitier en émail cloisonné, portant un médaillon peint d'une image de la Vierge à l'Enfant ; l'un et l'autre sont parsemés d'abeilles d'or, emblème de Napoléon Ier.

## Hommages

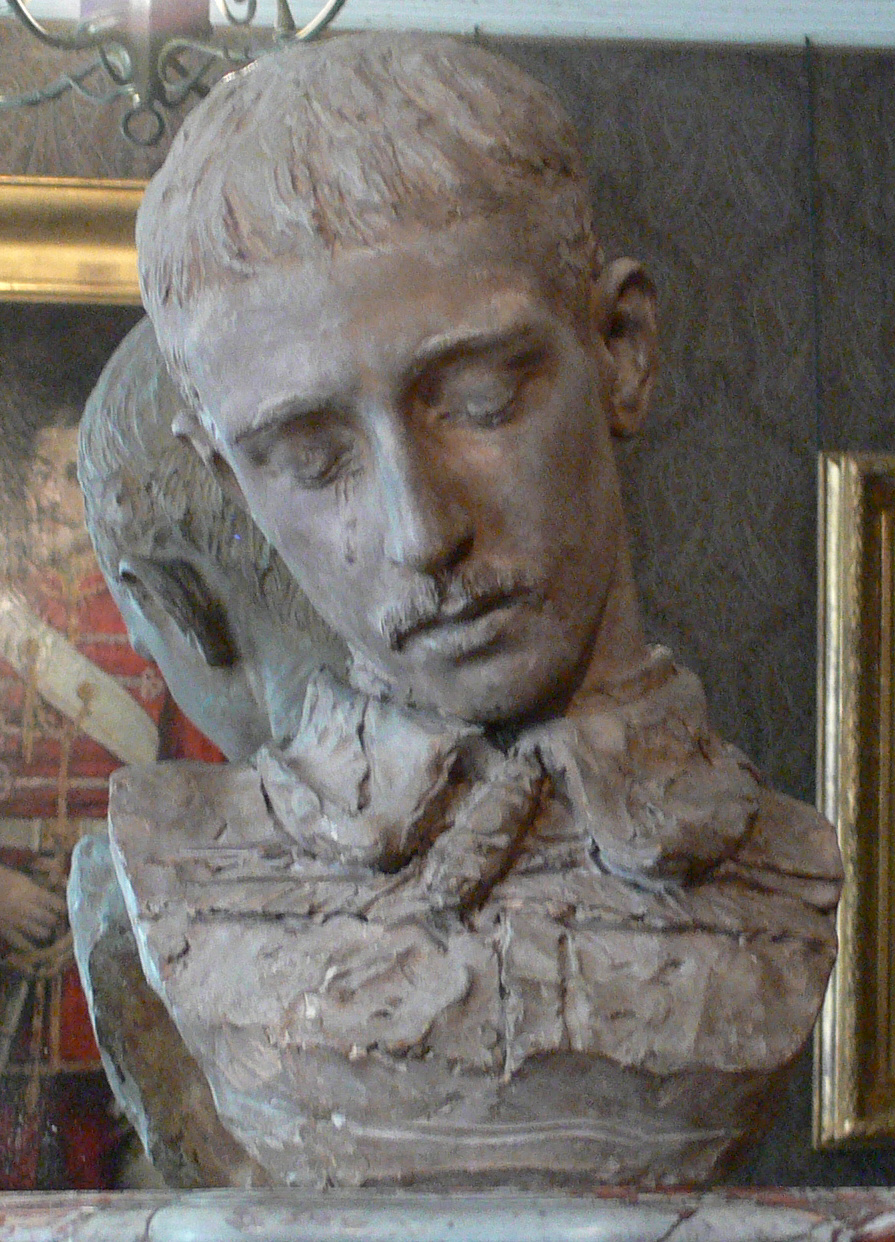
Buste du prince mort par Prosper d'Épinay.

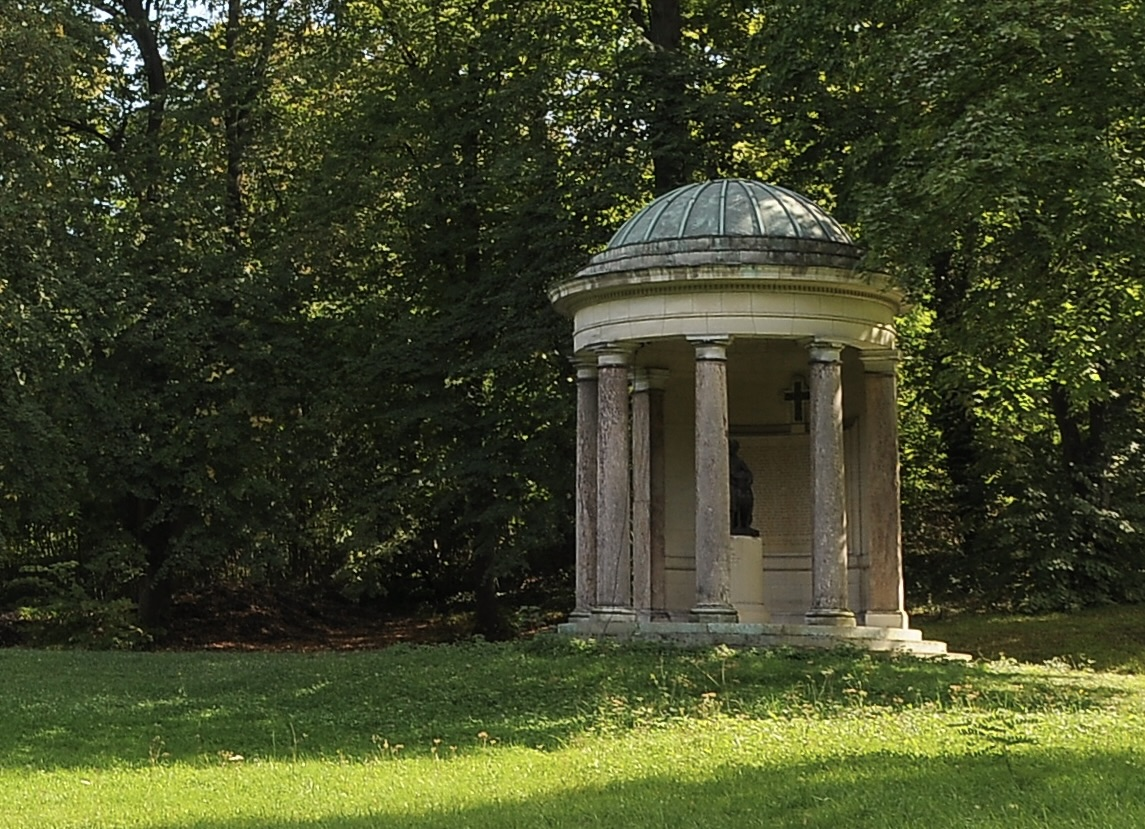
Mausolée du prince impérial à Rueil-Malmaison en France.

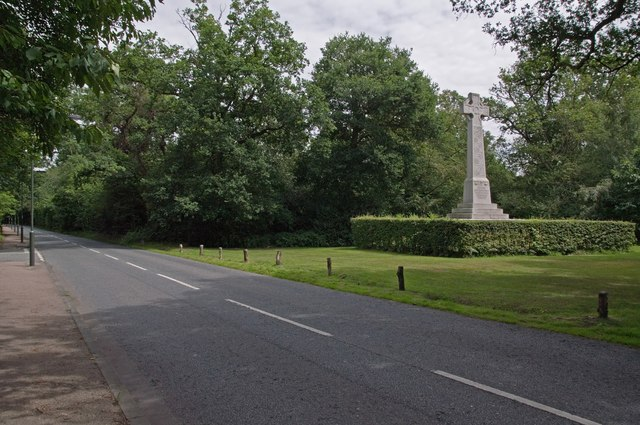
Monument au prince à Chislehurst en Angleterre, dans la rue Prince Imperial Road.

### Monuments et cénotaphes

#### En France
Sous le Second Empire, une statue du prince Eugène, œuvre d'Auguste Dumont, était installée place Voltaire (actuelle place Léon-Blum, dans le 11e arrondissement de Paris).
Le Mausolée du Prince Impérial est un monument funéraire, fin du XIXe siècle - début du XXe siècle, situé avenue Marmontel dans la commune de Rueil-Malmaison dans le département des Hauts-de-Seine et la région d'Île-de-France.
Parmi les œuvres rendant hommage au prince et à sa mort, on peut également citer le projet de monument de Prosper d'Épinay : le prince impérial y est représenté mourant et recueilli par l'ange Gabriel.

#### Au Royaume-Uni
La reine Victoria fit au prince impérial l'honneur insigne et affectueux de lui édifier un cénotaphe, monument funéraire vide de dépouille, dans la chapelle royale Saint-George du château de Windsor. Ce cénotaphe fut financé par une souscription nationale, et le gisant réalisé par un sculpteur officiel de la couronne britannique, Sir Joseph Boehm. L'artiste a représenté le jeune lieutenant, les mains jointes sur la poignée de son épée, comme un chevalier du Moyen Âge reposant pour l'éternité.
À Woolwich, une souscription ouverte dans l'armée britannique a permis d'ériger une statue de bronze au-dessus d'un piédestal flanqué d'aigles et orné du N au centre d'un anneau de laurier surmonté de la couronne impériale française. Elle est due au comte Gleichen, sculpteur de l'école anglaise qui exposait régulièrement à l'Académie royale de Woolwich. Cette statue a été déplacée pour être mise devant l'actuelle grande école militaire de Sandhurst.
À Chislehurst, se trouve un monument au prince dans la forme d'une croix érigé en 1880 sur Chislehurst Common, pas loin de sa maison familiale en exil, Camden Place. La route qui passe le monument aussi porte le nom Prince Imperial Road.

#### En Afrique du Sud
La reine Victoria fit également ériger un monument à l'endroit où le prince était tombé. Ce monument constitué d'un tas de pierres, analogue aux cairns écossais, marque la place du dernier combat du Prince impérial. Il est surmonté d'une croix sur laquelle est gravé le nom du Prince impérial.

### Astronomie
Le satellite naturel de l'astéroïde (45) Eugénie, ainsi nommée en l'honneur de l'impératrice Eugénie, fut baptisé Petit-Prince en l'honneur du Prince impérial Louis Napoléon. Son diamètre mesure environ 13 km.

### Fondation
La Fondation Eugène-Napoléon, à Paris, rue du Faubourg-Saint-Antoine, perpétue son souvenir.

### Dans la peinture
La mort tragique et courageuse du Prince inspira également plusieurs peintres. On peut citer La bataille d'Ulundi, tableau d'Adolphe Yvon conservé au National Army Museum de Londres, de même que la peinture originale et spectaculaire que l'artiste-peintre Ludovic Lepic (dont le père avait été l'officier d'ordonnance du prince impérial) exposa au Salon de 1880. Son sujet, Le Retour, c'est-à-dire le voyage du cercueil des côtes de l'Afrique à celles de l'Angleterre, illustre le moment où, placé dans une barque, le corps est transféré du HMS Orontes au HMS Enchantress, en rade de Portsmouth.

### Dans la littérature
Un poème in strophe alcaïque à sa mémoire, Per la morte di Napoleone Eugenio (Pour la mort de Napoléon Eugène), fut aussi composé par Giosuè Carducci, le grand poète italien (1 - 4) : « Questo la inconscia zagaglia barbara / prostrò, spegnendo li occhi di fulgida / vita sorrisi da i fantasmi / fluttuanti ne l’azzurro immenso » (« La sagaie barbare inconsciente le prosternait / et éteignait ses yeux à la vie / radieuse, auxquels les fantômes souriaient / en flottant dans l'immense bleu »).
Dans son recueil Sagesse, Paul Verlaine consacra un poème à la mémoire du Prince impérial, « fier jeune homme si pur tombé plein d'espérance ». Dans Prince mort en soldat (Sagesse, XIII), le poète affirme :
« J'admire ton destin, j'adore, tout en larmes
Pour les pleurs de ta mère,
Dieu qui te fit mourir, beau prince, sous les armes,
Comme un héros d'Homère. »
Dans Un coeur sous une soutane, Arthur Rimbaud décrirait ironiquement « le petit Louis » sous le nom de Thimothina Labinette, fils de Césarin Labinette (Napoléon III). Il le campe sous les traits d'un personnage féminin, mais de tels codes ont été décryptés par plusieurs spécialistes, dont Steve Murphy.  
Dans son recueil Fééries, Rosemonde Gérard lui consacra le poème Napoléon IV (p. 295 à 300 de l'édition Fasquelle de 1933) : 
Ô beau petit prince de France,
Que la France connut si peu !
Toi qui souffris cette souffrance
De mourir sous un ciel trop bleu;
[…]
Mais, aujourd'hui, dans un théâtre,
Chaque soir des milliers de cœurs,
En disant "Napoléon Quatre",
Font de toi presque un empereur ».
Dans ce poème, Rosemonde Gérard fait allusion à Napoléon IV, pièce en 4 actes, en vers, représentée au théâtre de la Porte Saint-Martin, à Paris, le 15 septembre 1928, et écrite par son fils Maurice Rostand, dont le père n'est autre qu'Edmond Rostand, l'auteur de L'Aiglon.
Dans sa bande dessinée Cato Zoulou, Hugo Pratt relate la mort du Prince impérial dans un mode fictionnel.

### À la télévision
L'émission Secrets d'Histoire sur France 3 du 17 février 2020, intitulée Le Prince Impérial ou la fureur de vivre, lui est consacrée,. Stéphane Bern y invite notamment l'historien du Second Empire Éric Anceau, l'historienne du Centre d'histoire du XIXe siècle de l'Université Panthéon-Sorbonne Juliette Glikman, l'écrivain et journaliste Philippe Séguy, et l'historien et journaliste Xavier Mauduit. Cet épisode obtient une audience importante pour l'émission, dépassant en effet les 1,86 million de téléspectateurs.

## Armoiries, drapeau et décorations

Armoiries du prince impérial.
Etendard du prince impérial.
Monogramme du prince impérial.

### Décorations françaises
|  | Ordre national de la Légion d'honneur | Grand-croix de la Légion d'honneur |

### Décorations dynastiques étrangères
| Royaume d'Espagne    |                  | Chevalier de l’ordre de la Toison d'or                  | 1856                  |
| Royaume de Belgique  | Ordre de Léopold | Grand cordon de l'ordre de Léopold                      | 1854[réf. nécessaire] |
| Suède-Norvège        |                  | Chevalier de l'ordre des Séraphins                      | 1856                  |
| Royaume de Saxe      |                  | Chevalier de l'ordre de la Couronne de Saxe             | 1857                  |
| Royaume de Sardaigne |                  | Collier de l’ordre suprême de la Très Sainte Annonciade | 1859                  |
| Royaume de Danemark  |                  | Chevalier de l'ordre de l'Éléphant                      | 1865                  |
| Royaume de Portugal  |                  | Grand-croix de l'ordre de la Tour et de l'Épée          |                       |

## Titulature
- 16 mars 1856 – 4 septembre 1870 : Son Altesse Impériale le prince impérial[43] ;
- 4 septembre 1870 – 1er juin 1879 : Son Altesse Impériale Louis-Napoléon (puis Napoléon), prince impérial de France.

## Galerie iconographique

### Le prince impérial enfant
- 1856 - Allégorie de la naissance du prince impérial, plâtre patiné, dim. 31 × 24 × 30, par Albert-Ernest Carrier-Belleuse, château de Compiègne

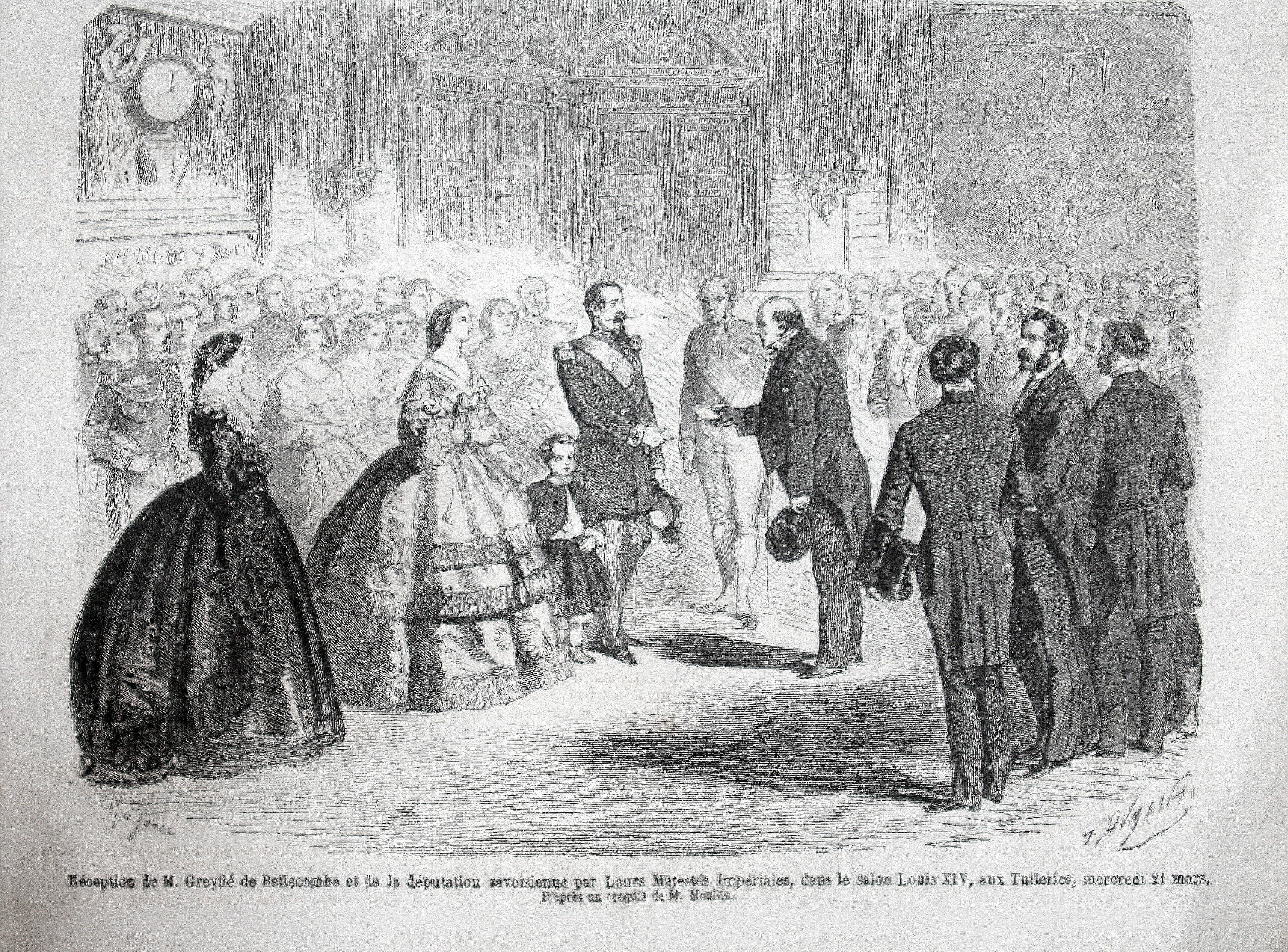
Réception aux Tuileries, le 21 mars 1860.
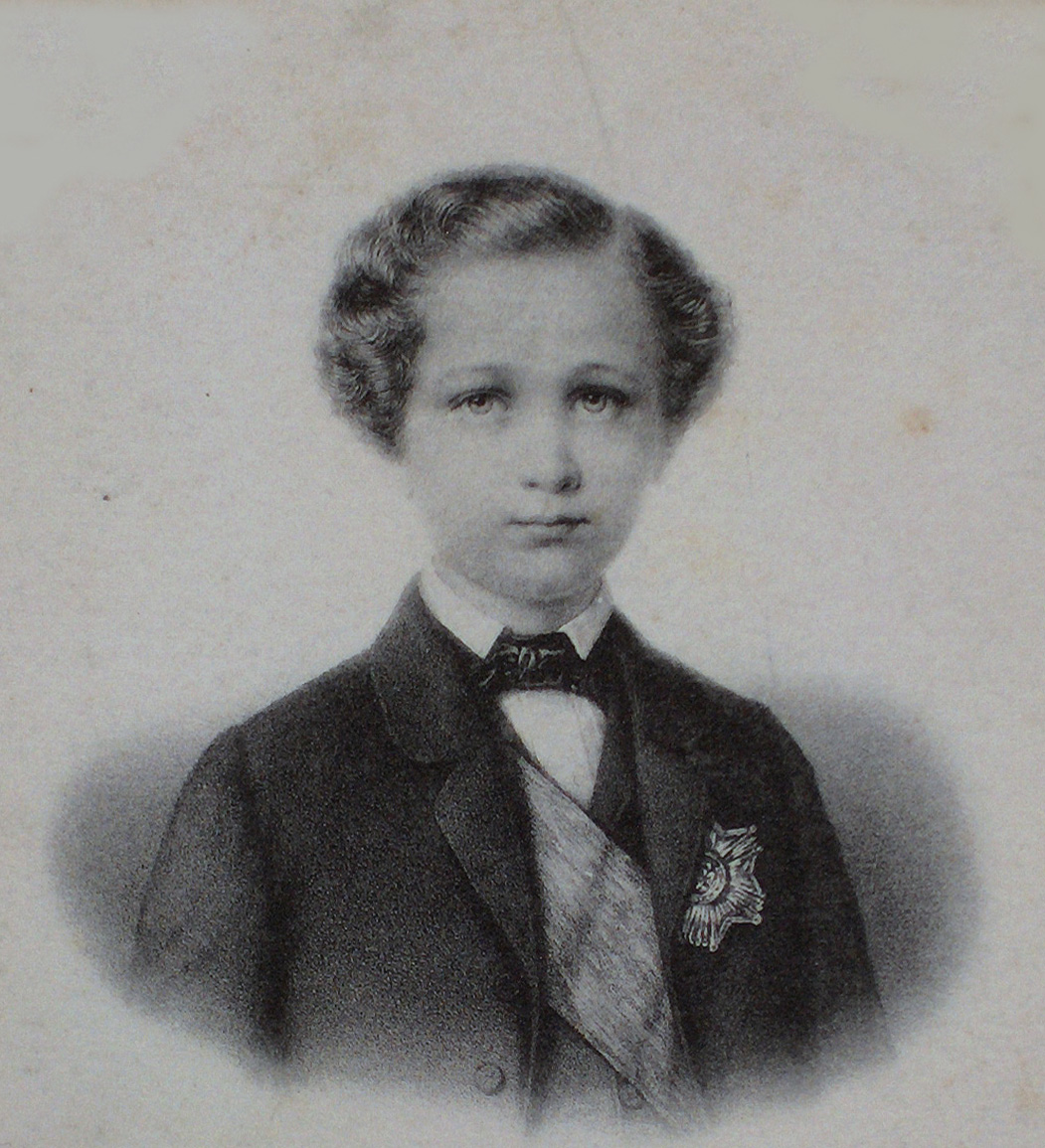
Portrait du prince impérial.
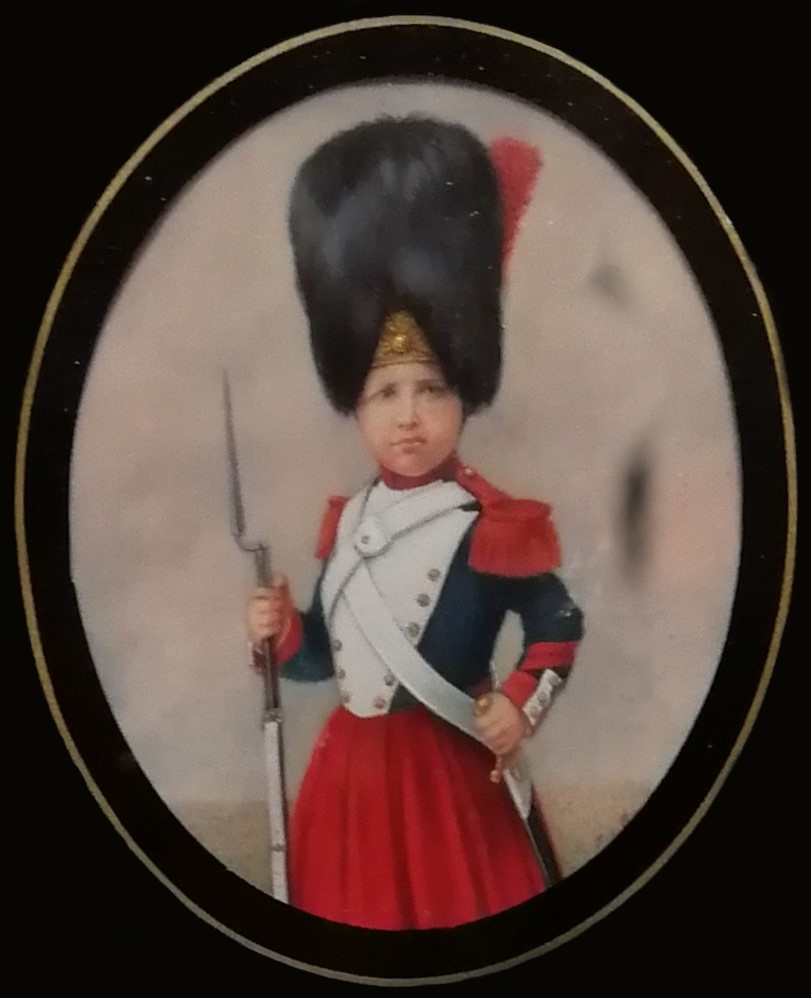
Portrait du prince âgé de sept ans en costume de caporal des grenadiers de la Garde impériale.
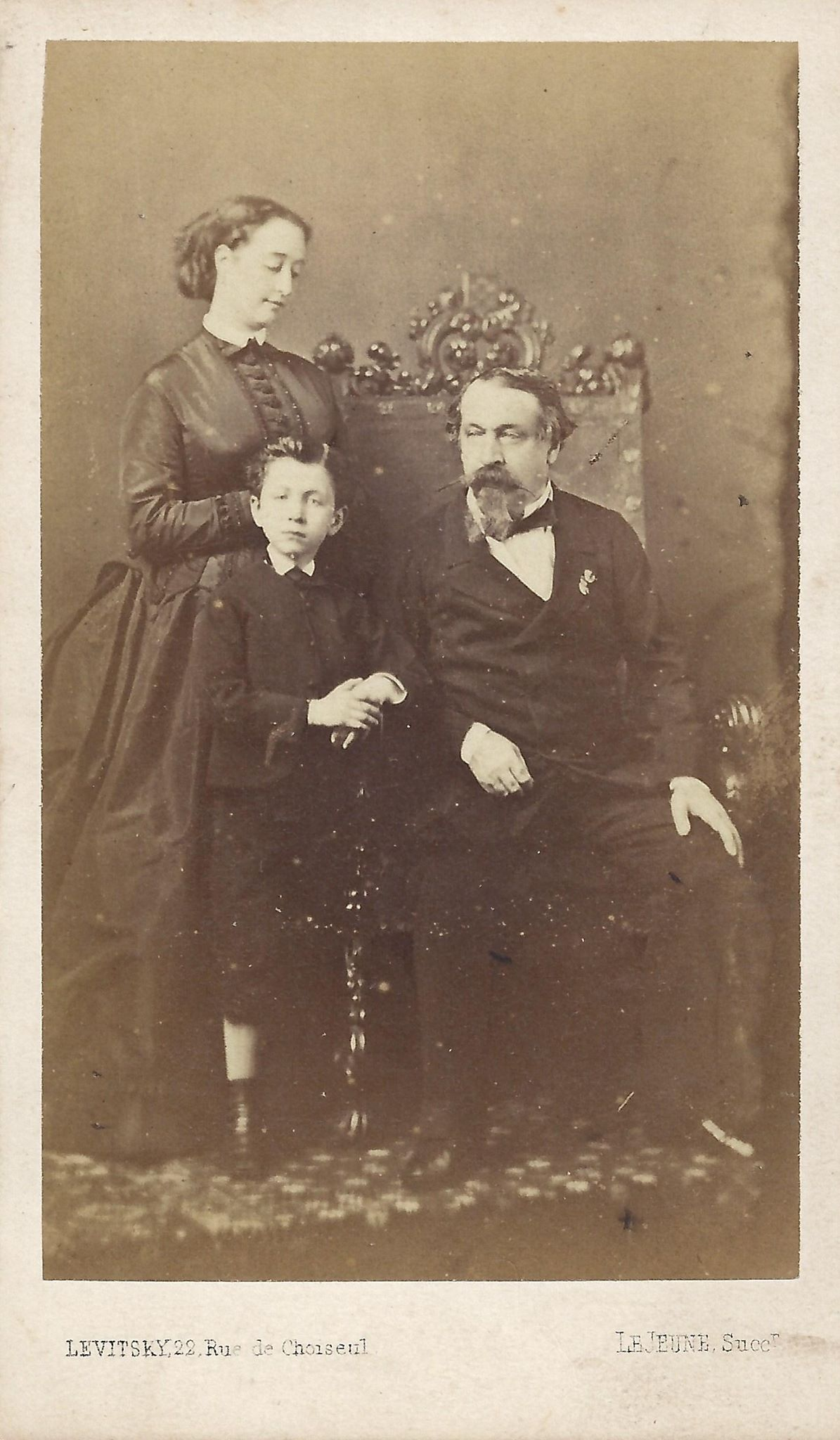
La famille impériale.
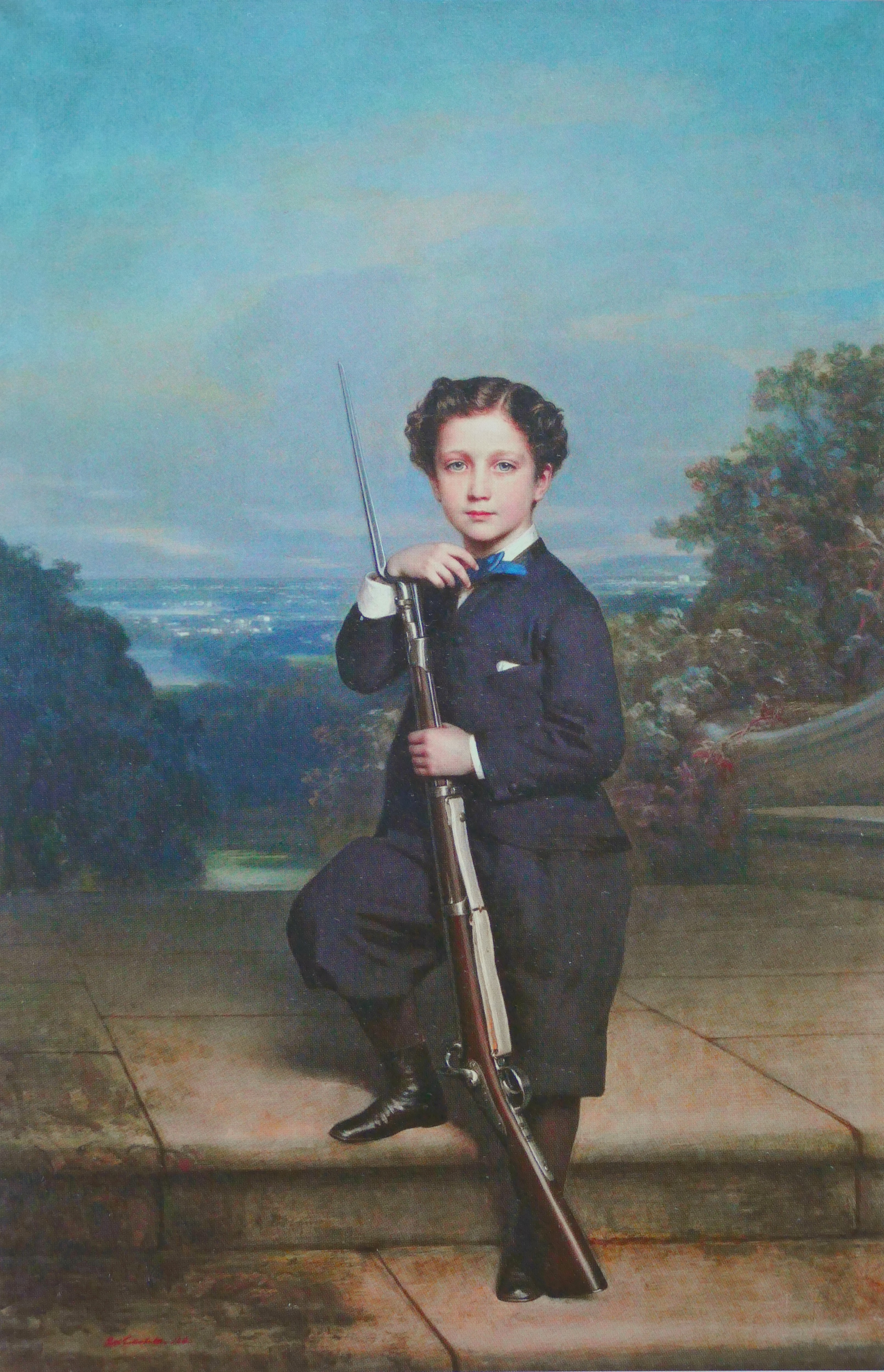
Le prince impérial peint en 1864 par Franz Xaver Winterhalter.
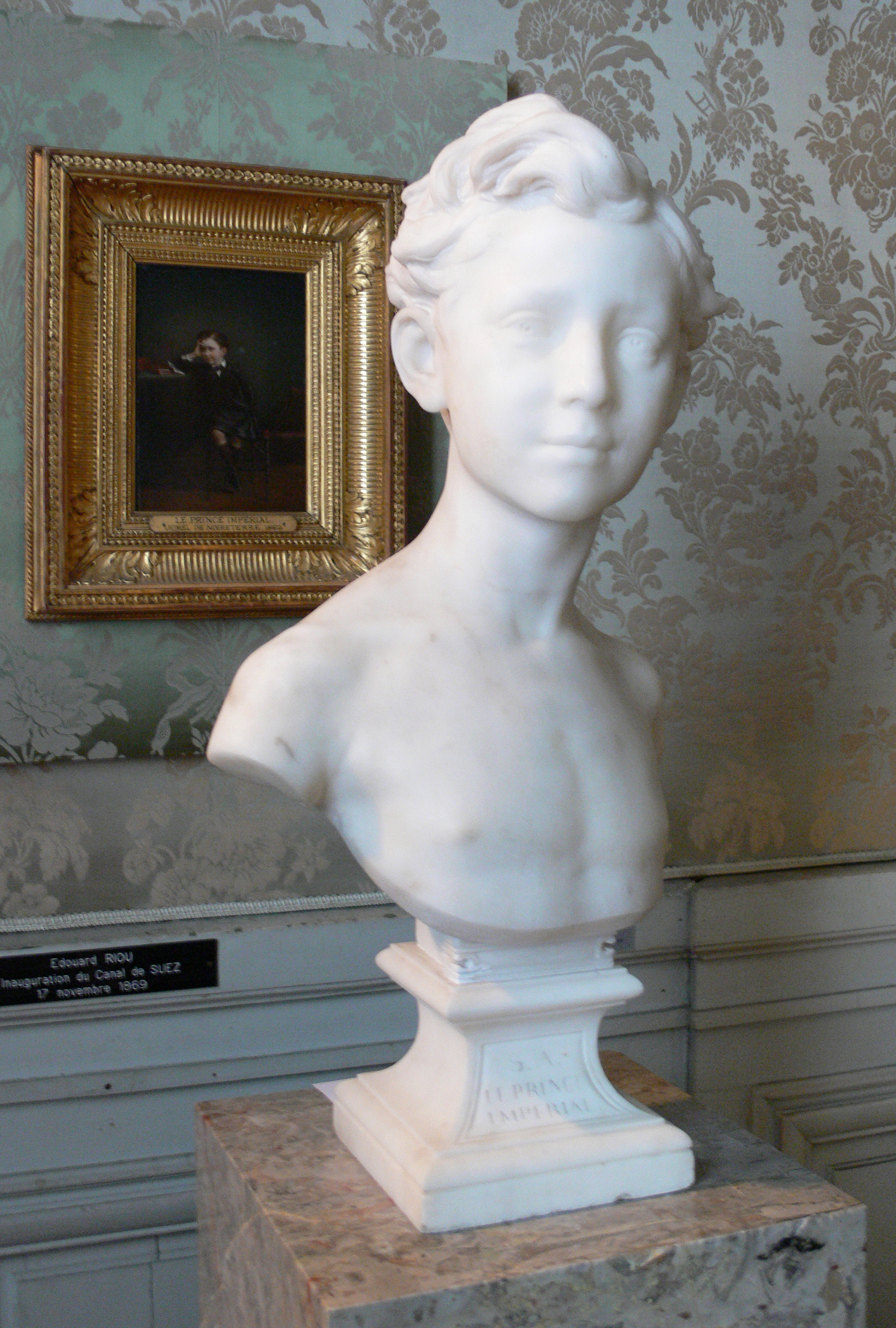
Buste du prince impérial par Jean-Baptiste Carpeaux vers 1865.
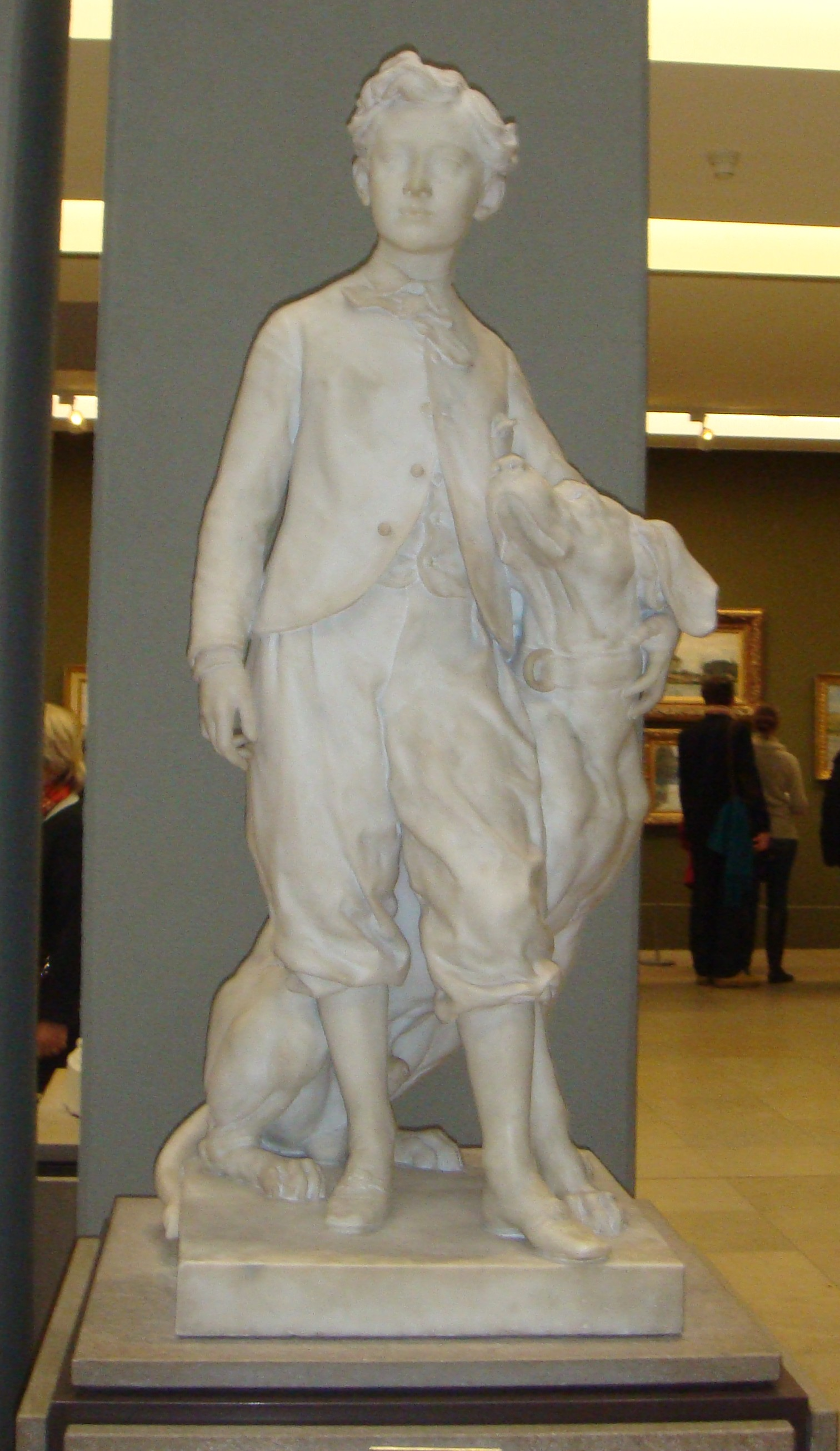
Le prince impérial et son chien par Jean-Baptiste Carpeaux vers 1865.
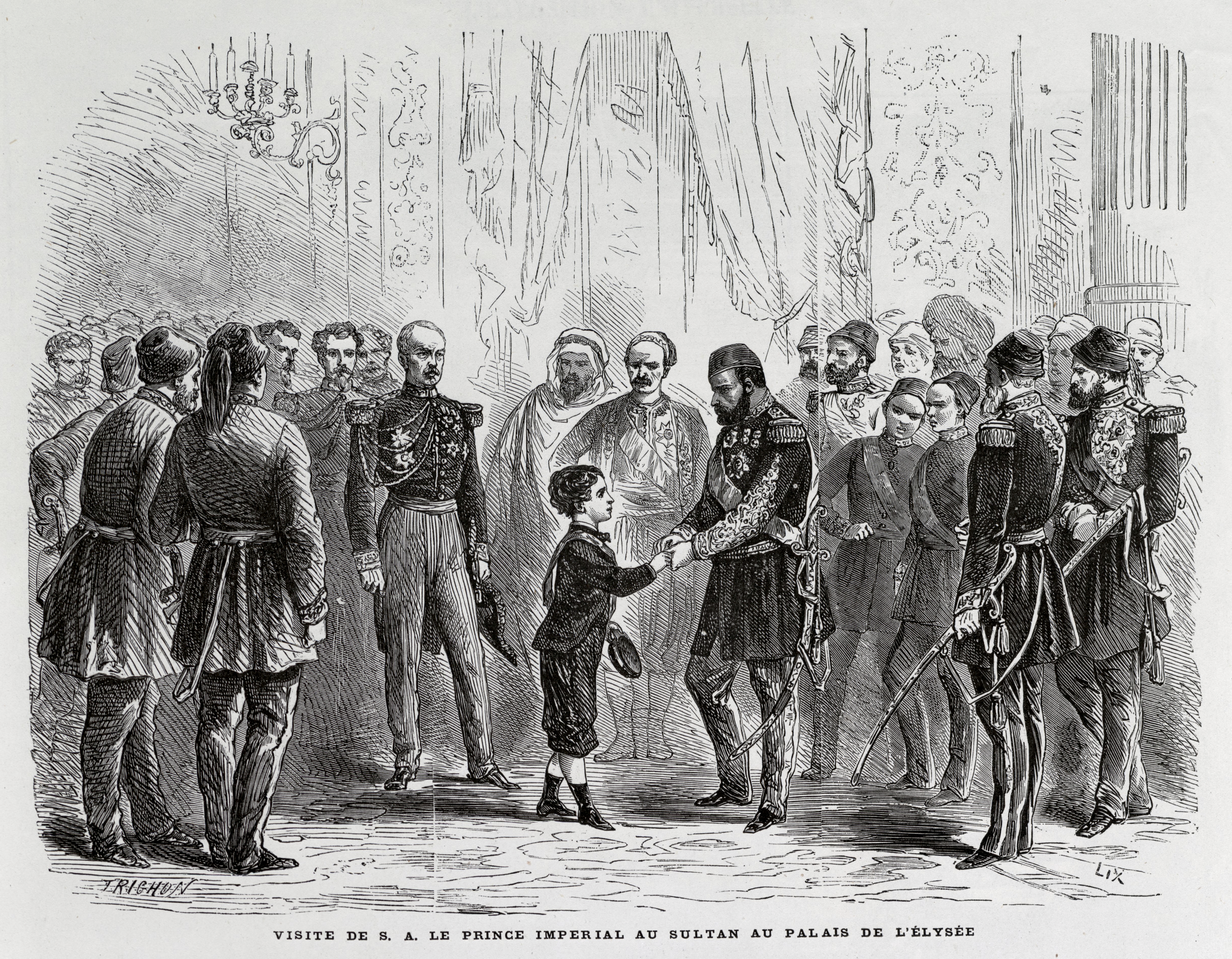
Visite du prince impérial au palais de l'Élysée vers 1867.
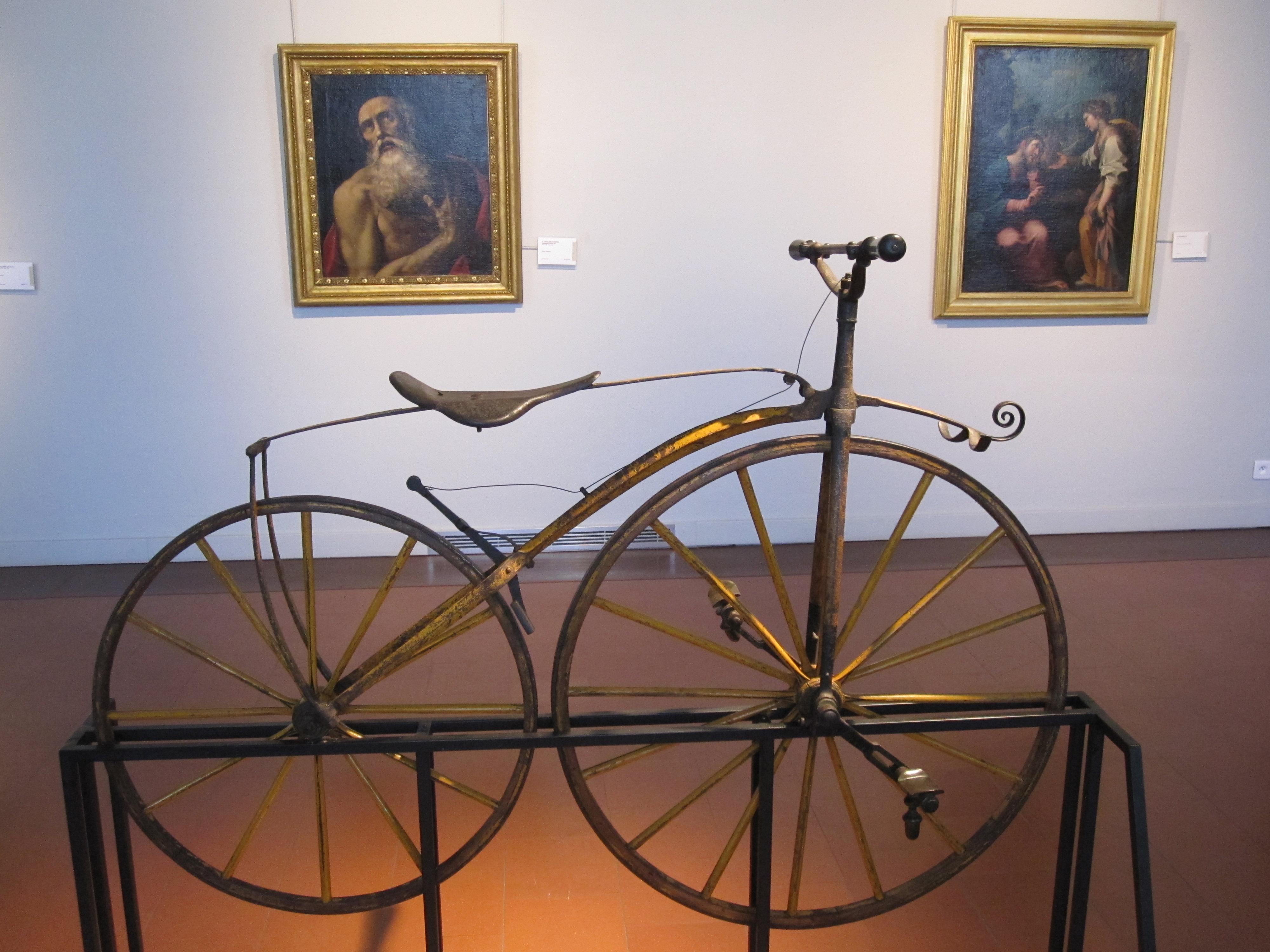
Vélocipède du prince impérial -dit Vélocipède IV- vers 1869.

### Le prince impérial adulte

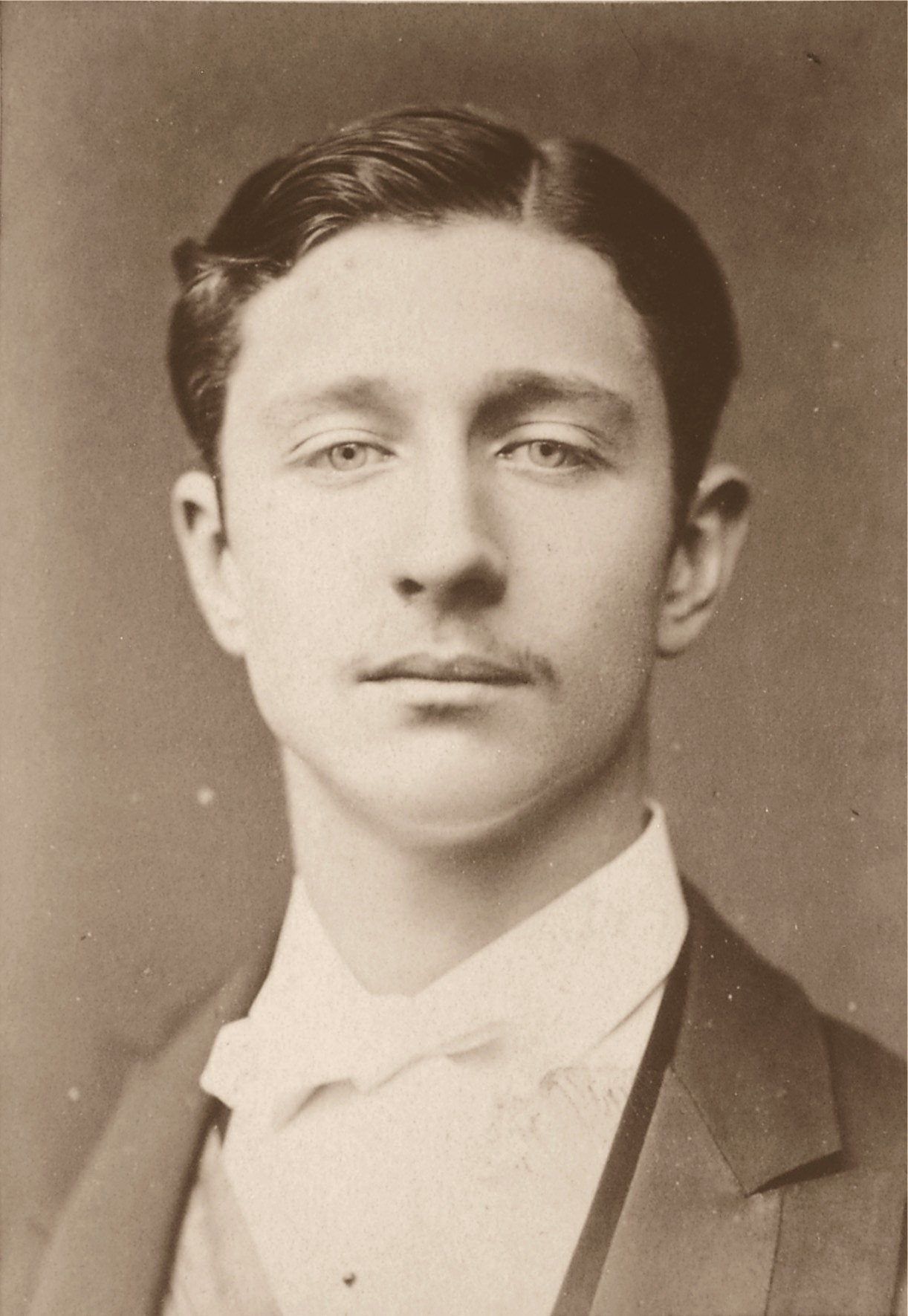
Portrait du prince impérial.
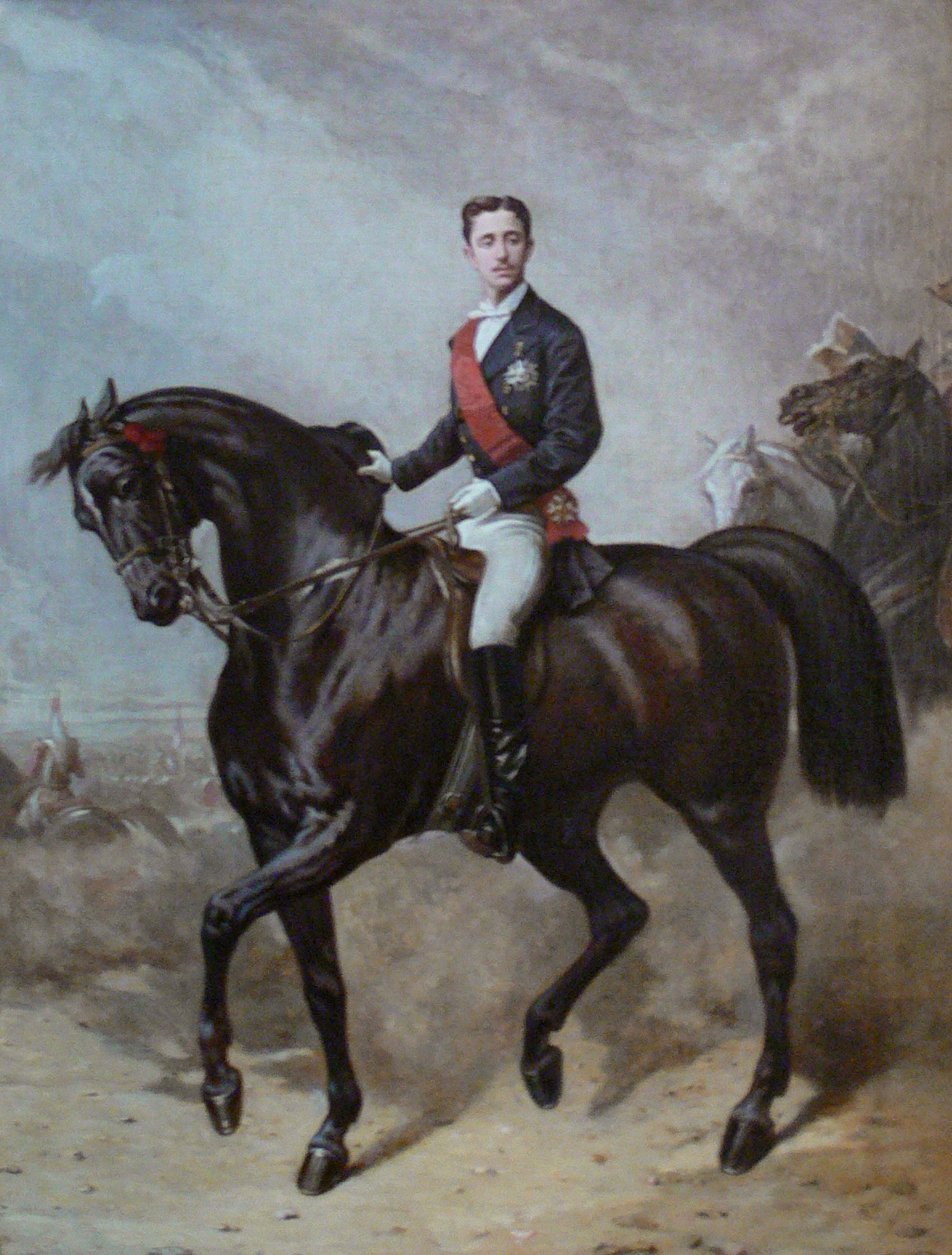
Portrait à cheval par Charles Porion.
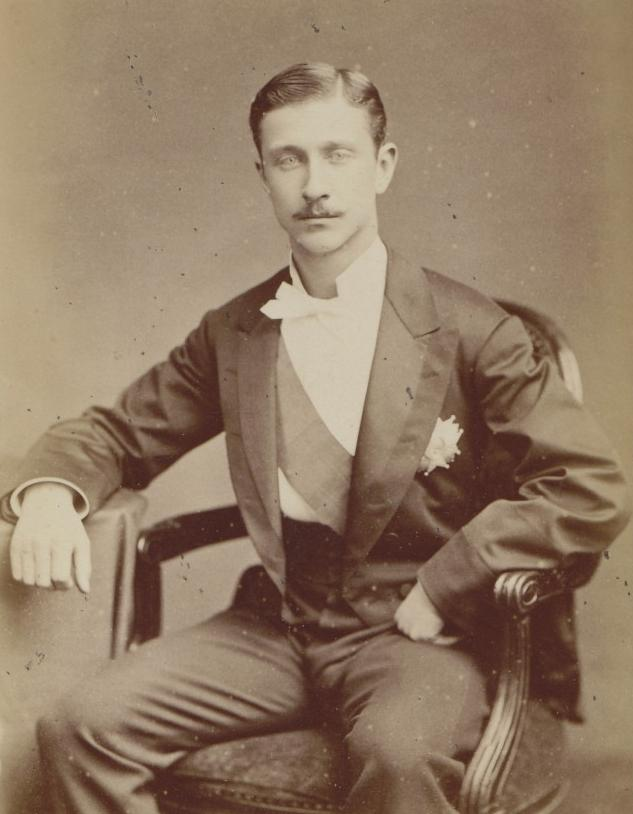
Le prince impérial en 1878.
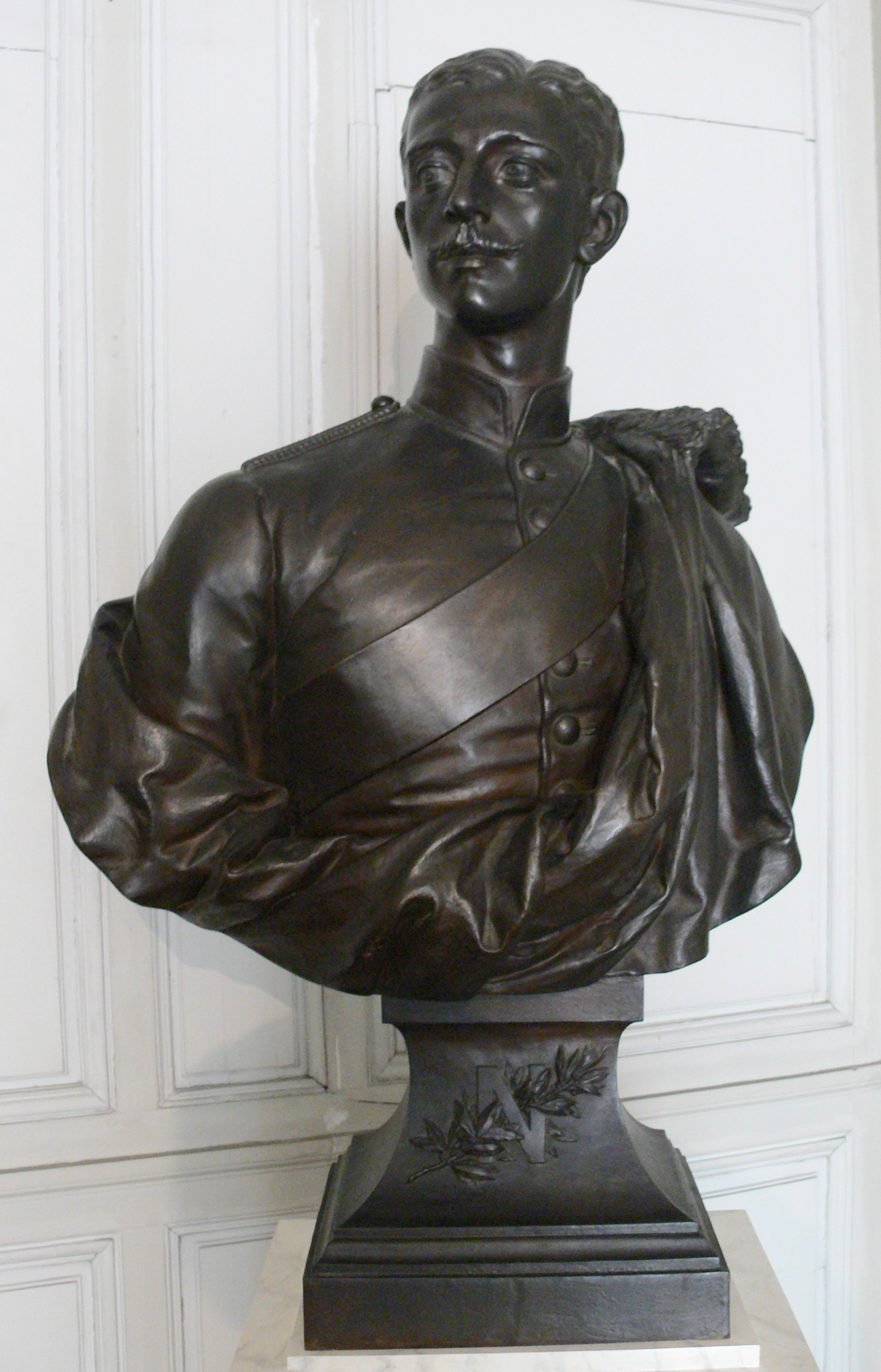
Buste du prince impérial adulte.
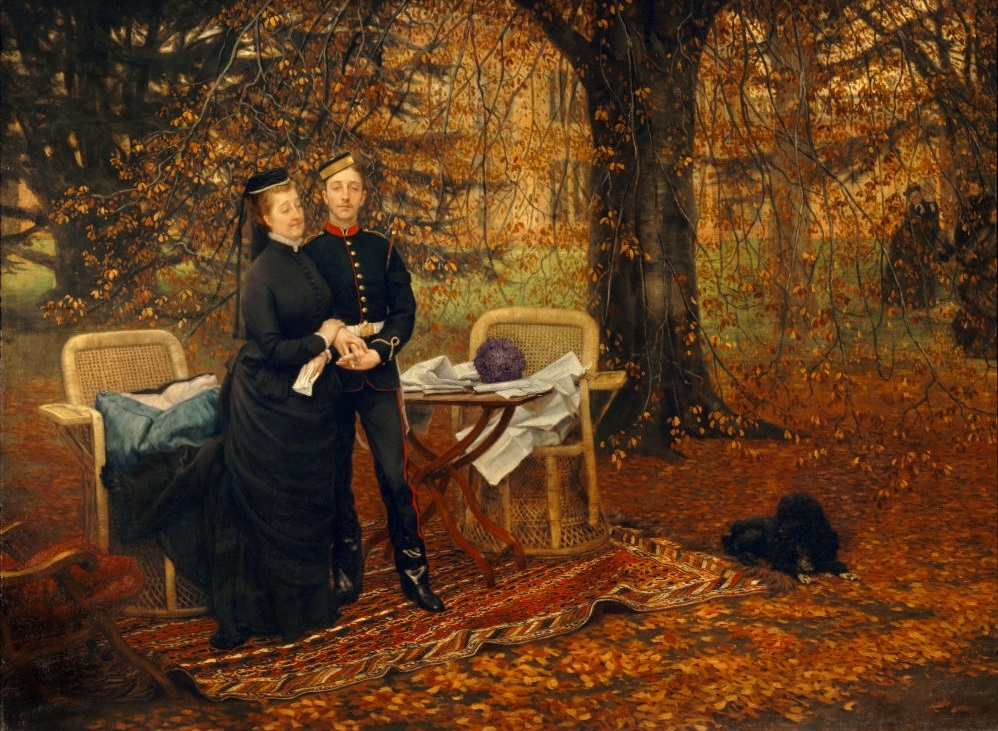
Le prince et sa mère par James Tissot, 1878.
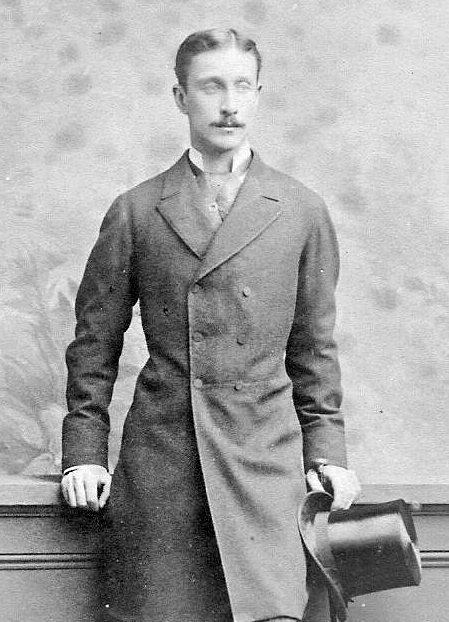
Le prince impérial en 1878.